# Liste der Kulturdenkmale in Lunzenau

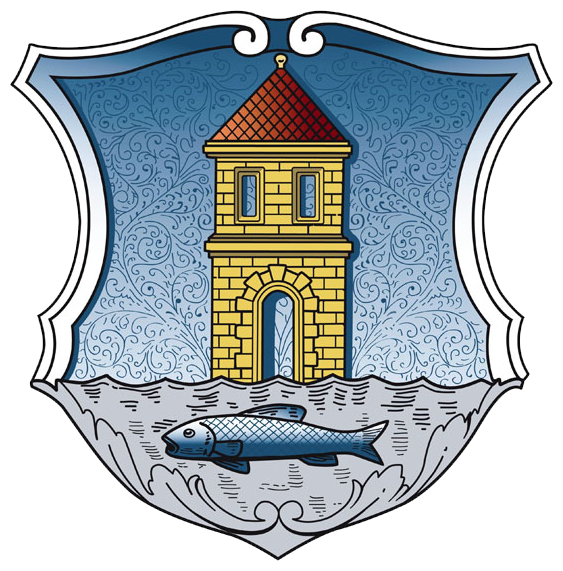
Wappen von Lunzenau

In der Liste der Kulturdenkmale in Lunzenau sind die Kulturdenkmale der sächsischen Gemeinde Lunzenau verzeichnet, die bis Mai 2023 vom Landesamt für Denkmalpflege Sachsen erfasst wurden (ohne archäologische Kulturdenkmale). Die Anmerkungen sind zu beachten.
Diese Aufzählung ist eine Teilmenge der Liste der Kulturdenkmale im Landkreis Mittelsachsen.

## Lunzenau
| Bild                                    | Bezeichnung | Lage | Datierung | Beschreibung | ID       |
| --------------------------------------- | --- | --- | --- | --- | -------- |
|                                         | Denkmalschutzgebiet Stadtkern Lunzenau (Vorschlag) | (Stadtkern) (Karte) | Ab 18. Jahrhundert | Denkmalschutzgebiet Stadtkern Lunzenau (Vorschlag) | 09300320 |
|                                         | Denkmalschutzgebiet Ortslage Hohenkirchen (Vorschlag) | (Hohenkirchen) (Karte) | Ab 18. Jahrhundert | Denkmalschutzgebiet Ortslage Hohenkirchen (Vorschlag) | 09300321 |
| Weitere Bilder                          | Straßenbrücke über die Zwickauer Mulde | (Flurstück 745) (Karte) | 1860/1863 | Dreijochige Steinbogenbrücke aus Porphyr mit Strömungspfeilern von technikgeschichtlicher, stadtgeschichtlicher und ortsbildprägender Bedeutung. Mt Rochlitzer Porphyrtuffplatten verblendet, 1954 Fahrbahn und Gehsteige erneuert sowie Geländer und Beleuchtung ergänzt. | 09235826 |
| Weitere Bilder                          | Papierfabrik und Weberei Wilhelm Vogel (Sachgesamtheit) | Altenburger Straße 1, 3; Ernst-Schneller-Straße 1–11 (gerade); Heinrich-Heine-Straße 1–33 (ungerade); Johannes-Strehle-Straße 1–16, 18; Parkstraße 4–24 (gerade), 24a, 26, 28, 34 (Karte) | 1876 (Beginn) | Sachgesamtheit Weberei und Papierfabrik Wilhelm Vogel, mit folgenden Einzeldenkmalen: Fabrikanlage der Papierfabrik sowie Mühlgraben und Wehranlage (siehe 09236316), Fabrikantenvilla Villa Friedheim (siehe 09236414, Parkstraße 34), Fabrikantenvilla Vogelsche Villa (siehe 09236417), ehemaliges Bedienstetenwohnhaus der Fabrikantenvilla (siehe 09236418), ehemaliges Mädchenheim (siehe 09306858, Heinrich-Heine-Straße 29, 31, 33), Heinrich-Heine-Park mit Grotte, Fußgängerbrücke und Denkmal für die Opfer des Faschismus (siehe 09236412, Parkstraße) und Siedlungshäuser in der Parkstraße, Johannes-Strehle-Straße, Heinrich-Heine-Straße und Ernst-Schneller-Straße (vgl. zusätzliche Anschriften, als Sachgesamtheitsteile); ein sich aus einem Mühlenstandort entwickelter Fabrikkomplex, zuerst Spinnerei (ab 1836), in der zweiten Hälfte des 19. Jahrhunderts und Anfang des 20. Jahrhunderts bedeutende Möbelstoffweberei und Papier- und Holzstofffabrik mit Arbeiter- und Beamtenwohnhaussiedlung sowie zwei Fabrikantenvillen, Bedienstetenwohnhaus und großem Park des Industriepioniers Wilhelm Vogel und seinen Nachfolgern, bis 2019 noch als Papierfabrik mit teilweise erhaltener Technik in Produktion, große Teile des historischen Gebäudebestandes wurden nach 1990 abgerissen, orts-, industrie-, technik-, gartengeschichtlich, städtebaulich sowie sozialgeschichtlich von Bedeutung | 09236411 |
| Weitere Bilder                          | Drei Fabrikgebäude, Verwaltungsgebäude von 1919, Werkstattgebäude von 1897 (südlich am Mühlgraben stehend), ehemaliges Turbinenhaus mit originaler Wand- und Deckengestaltung (Altenburger Straße 3), Schornsteinstumpf des ehemaligen Kesselhauses, Anbau an die ehemalige Kantine, Pförtnerhaus mit altem Sitznischenportal von 1678, Wasserturm (integriert in nördliches, Am Ring stehendes Fabrikgebäude) sowie Mühlgraben mit Schütz und Zwischenbau (Einzeldenkmale der Sachgesamtheit 09236411) | Altenburger Straße 1, 3 (Karte) | 1836 (Spinnerei); 1885 (Papier- und Kartonagenfabrikanlagenteil); um 1890 (Fabrikgebäude); 1927 Kollergang (Technische Ausstattung); 1678 (Sitznischenportal) | Einzeldenkmale der Sachgesamtheit Weberei und Papierfabrik Wilhelm Vogel; als Kern der Fabrikanlage Spinnmühlengebäude (Baumwollgarnspinnerei) von 1836 erhalten, Putzbau in Bruchsteinmauerwerk mit Gliederungselementen in Rochlitzer Porphyrtuff, Architekt vermutlich C. F. Uhlig, spätere An- und Umbauten, nach Erwerb durch Adolf Friedrich Wilhelm Vogel aus Chemnitz 1857 sukzessiver Ausbau und Erweiterung zu Möbelstoffweberei sowie Papier- und Holzstofffabrik, Gebäude (nach Abriss nur Teile des ehemaligen Baubestandes erhalten) teils als Putzbauten, teils als gelbe Klinkerbauten mit roten Klinkergliederungen ausgeführt, ortsgeschichtlich, industriegeschichtlich, städtebaulich, sozialgeschichtlich und technikgeschichtlich von Bedeutung | 09236316 |
|                                         | Wohnhaus in geschlossener Bebauung | Altenburger Straße 2 (Karte) | Vor 1800 | Mit Laden, baugeschichtlich von Bedeutung. Fachwerk-Obergeschoss engstielig, zwei Streben, Giebel massiv, Porphyrelemente, Fachwerk grün gestrichen, Satteldach, zwei Gauben, Erdgeschoss massiv und verändert, Ladeneinbauten nachträglich. | 09236315 |
| Direkt Bild zu diesem Denkmal hochladen | Wohnhaus in geschlossener Bebauung | Altenburger Straße 27 (Karte) | Vor 1800 | Kleinstadttypischer Wohnbau in spätbarocken Formen, Putzfassade mit Porphyrtuffgliederungen, stadtentwicklungsgeschichtliche Bedeutung | 09236330 |
| Direkt Bild zu diesem Denkmal hochladen | Wohnhaus in geschlossener Bebauung | Altenburger Straße 29 (Karte) | Um 1800 | Kleinstadttypischer Wohnbau in spätbarocken Formen, Putzfassade mit Porphyrtuffgliederungen, stadtentwicklungsgeschichtliche Bedeutung | 09236331 |
| Weitere Bilder                          | Sachgesamtheitsbestandteil der Sachgesamtheit Muldentalbahn, Teilabschnitt in Lunzenau mit dem Sachgesamtheitsteil Bahnhof Lunzenau (siehe auch Sachgesamtheit 09306181) | Am Bahnhof 8 (Karte) | 1875 | Sachgesamtheit mit allen Bahnanlagen, darunter Gleisanlagen mit Unter- und Oberbau, Streckenkilometrierung, Fernmelde- und Signalanlagen, Bahnstationen einschließlich aller Funktionsbauten, Wärterhäuschen, Brücken und Durchlässen in den Gemeinden Glauchau (Ortsteile Glauchau, Kleinbernsdorf, Reinholdshain, Niederlungwitz), Limbach-Oberfrohna (Ortsteile Wolkenburg-Kaufungen, Herrndorf, Uhlsdorf), Remse (Ortsteil Remse), Waldenburg (Ortsteile Niederwinkel, Oberwinkel, Waldenburg), Lunzenau (Ortsteile Lunzenau, Berthelsdorf, Cossen, Rochsburg, Göritzhain), Penig (Ortsteile Markersdorf, Penig, Amerika, Arnsdorf, Thierbach, Zinnberg), Rochlitz, Stadt (Ortsteile Penna, Rochlitz, Zaßnitz), Seelitz (Ortsteile Fischheim, Seelitz, Biesern, Steudten), Colditz (Ortsteile Colditz, Lastau, Möseln, Sermuth, Zschetzsch), Grimma (Ortsteil Großbothen), für die Industrieentwicklung des Muldentals wichtige und landschaftsbildende prägende ormalspurbahn, wirtschaftsgeschichtlich, eisenbahngeschichtlich, landschaftsgestaltend sowie regionalgeschichtlich von Bedeutung. - Empfangsgebäude: zweieinhalbgeschossiges Gebäude, Mittelrisalit, Satteldach, Putzbau, ehemals strukturiert - Wirtschaftsgebäude: eingeschossiges Gebäude, umlaufende Lisene, gemauerter Sockel, überstehender Drempel - Pflasterung: Großsteinpflaster, Granit | 09306149 |
|                                         | Wohnhaus mit Apotheke in geschlossener Bebauung (Marienapotheke) | Am Ring 1 (Karte) | Um 1800 | Kleinstadttypisches Wohnhaus, Erdgeschoss mit Ladennutzung (Apotheke), Putzfassade in spätbarocken Formen mit Porpyhrtuffgliederungen, stadtentwicklungs- und baugeschichtliche Bedeutung. Fenster- und Türgewände erhalten, Walmdach, massiv, Traufgesims, schöne Proportionen. | 09236307 |
| Weitere Bilder                          | Wohnhaus in geschlossener Bebauung | Am Ring 7 (Karte) | Vor 1800 | Heute mit Laden, markanter Fachwerkbau in straßenbildprägender Lage, stadtentwicklungs- und baugeschichtliche Bedeutung. Stichbogenportal mit Schlussstein, heute zum Fenstergewände umfunktioniert, ein Fenstergewände mit zwei Hohlkehlen, späterer Ladeneinbau, Erdgeschoss massiv, Fachwerk-Obergeschoss mit einfachem Fachwerk, Mansarddach, sehr wichtig für Ortsbild und sehr guter Originalzustand, Mansarddach mit Schopf. | 09236312 |
| Weitere Bilder                          | Wohnhaus in offener Bebauung (Heimathaus Lunzenau) | Bachgasse 7 (Karte) | Vor 1781 | Markanter Fachwerkbau, eines der wenigen Bauzeugnisse aus der Zeit vor dem Stadtbrand 1781, heute Museum, bau- und ortsgeschichtliche Bedeutung. Das Gebäude hat nachweisbar den Stadtbrand von 1781 überstanden. Fachwerk, strebenreich, Erdgeschoss teilweise unterfahren, vermutlich ursprünglich zwei Eingangstüren, Satteldach, Giebel verbrettert mit Wetterschräge, wichtig für Ortsbild und wegen erhaltenen Fachwerks im Erdgeschoss, wird zurzeit durch den Heimat- und Kulturverein Lunzenau und Umgebung e. V. originalgetreu restauriert. | 09236320 |
|                                         | Villa Finsterbusch mit Einfriedung, Eingangstor und Garten | Burgstädter Straße 36 (Karte) | 1905 | Erhöht gelegener Putzbau in Formen des ausgehenden Historismus und Jugendstils, abwechslungsreiche Baukörpergestaltung mit Risaliten und Eckturm, Bauherr Besitzer der Sandwerk Joseph Finsterbusch & Co. Hohenkirchen, Einfriedung über Stützmauern in Bruchstein, aufwändige Toranlage als Grundstückszugang, bau- und ortsgeschichtliche Bedeutung. Inschrift „Jos. Finsterbusch Hohenkirchen 1905“, sehr schöne durch Jugendstil beeinflusste Türen, Balkons Holz, verziert, zugesetzt mit Farbglasfenstern, Putzfassade, sparsame Ornamentik, Turm, Volutengiebel, Seitenrisalite, unregelmäßiger Grundriss, Polygonmauerwerk Porphyr am Sockel, Einfriedung aufwendig mit Vasen und Kugeln, hoher Bruchsteinsockel dort, Tor zweiflüglig, Jugendstilornamentik, Überbauung mit Inschrift, zwei Kopfmotive. | 09236431 |
| Weitere Bilder                          | Wohnhaus und Wirtschaftsgebäude sowie Garten (ehemaliges Vorwerk Schlaisdorf) | Feldstraße 6 (Karte) | Um 1800 | Wohnhaus kubischer Putzbau in spätbarocken Formen, Tür- und Fenstergewände in Naturstein, Wirtschaftsgebäude ebenfalls Putzbau mit Natursteingliederungen, bau- und ortsgeschichtlich von Bedeutung. - Herrenhaus: annähernd quadratischer Bau, Krüppelwalmdach, Stichbogenportal mit Schlussstein, originale zweiflüglige Haustür mit Oberlicht, Fenster und Sohlbänke verändert, Putzfassade, Freitreppe - Seitengebäude: Stichbogenportal, originale Fenster- und Türgewände, Walmdach, einfacher Bau, als Bestandteil des Rittergutes wichtig - Garten: mit Baumbestand im Norden des Gutshauses, im Westen des Gutshauses Heckeneinfassung (Hainbuche, Rotdorn, Haselnuss) – bereits 1874 nachweisbar | 09236424 |
| Weitere Bilder                          | Grufthaus der Familie Jahn, Kriegerdenkmal für die Gefallenen des Ersten Weltkrieges mit Freitreppe und Grabstein für Dr. Max Vogler | Friedensstraße (Karte) | Um 1870 (Gruft); um 1889 (Grabmal Vogler); um 1925 (Kriegerdenkmal)                                                                                           | Kriegerdenkmal repräsentative Anlage mit Figurenrelief und Freitreppe, Werk des Bildhauers Georg Haase (Altenburg), Grufthaus Jahn dreigliedriger Bau in historistischen Formen, pavillonartiger Mittelteil, aufwändige Ziergitter, Grabmal des Schriftstellers Max Vogler (1854–1889) schlichte Liegeplatte, orts-, zeit- und personengeschichtliche Bedeutung. - Ehrenmal für die Gefallenen des Ersten Weltkrieges: Wand mit Schrifttafel aus Rochlitzer Porphyrtuff, in Mitte der Anlage Halbrelief mit Soldatendarstellung aus Rochlitzer Porphyrtuff, Inschrift „Unseren Helden zum Gedächtnis“, „1914 – 1918“, die Wand Bruchstein, wahrscheinlich Granit, dazu Freitreppe und Stützmauer - Grabmal Dr. Max Vogler: einfacher Grabstein, vermutlich um 1889 aufgestellt (1854 gebäude – 1889 verst.) - Grufthaus Familie Jahn | 09236428 |
| Direkt Bild zu diesem Denkmal hochladen | Wohnhaus in geschlossener Bebauung | Friedensstraße 2 (Karte) | Vor 1900 | Mit Laden, schlichter kleinstädtischer Putzbau von ortsentwicklungsgeschichtlicher Bedeutung. Mansarddach, Tür und Ladeneinbau verändert, dreiachsig, zweigeschossig. | 09235819 |
| Direkt Bild zu diesem Denkmal hochladen | Wohnhaus in geschlossener Bebauung | Friedensstraße 4 (Karte) | Um 1800 | Mit Laden, schlichter kleinstädtischer Putzbau von ortsentwicklungsgeschichtlicher Bedeutung. Stichbogenportal, vier Achsen, zweigeschossig, Mansarddach. | 09235820 |
| Weitere Bilder                          | Wohnhaus in geschlossener Bebauung | Friedensstraße 9 (Karte) | Bezeichnet mit 1781 | Kleinstadttypischer Wohnbau in spätbarocken Formen, Erdgeschoss mit Porpyhrtuffelementen, Obergeschoss wohl Fachwerk, verputzt, ortsentwicklungs- und baugeschichtliche Bedeutung. Erdgeschoss massiv, Fachwerk-Obergeschoss verputzt, Mansarddach, Stichbogenportal mit Schlussstein, bezeichnet mit „1781 G E“, Türen und Fenster modernisiert, hohes steiles Krüppelwalmdach. | 09236341 |
| Weitere Bilder                          | Wohnhaus in geschlossener Bebauung | Friedensstraße 10 (Karte) | 1820 | Mit Laden, kleinstadttypischer Wohnbau in spätbarocken Formen, Putzfassade mit Porpyhrtuffelementen, durch Ladeneinbau baulich verändert, ortsentwicklungs- und baugeschichtliche Bedeutung. Laden nachträglich, Stichbogenportal, Schlussstein bezeichnet mit 1820, originale Fensterläden, Fenstergewände, Satteldach. | 09236340 |
| Weitere Bilder                          | Wohnhaus in geschlossener Bebauung | Friedensstraße 14 (Karte) | 1812 | Kleinstadttypischer Wohnbau in spätbarocken Formen, Erdgeschoss mit Porphyrtuffelementen, Obergeschoss regelmäßiges, zweiriegeliges Fachwerk, bau- und ortsentwicklungsgeschichtliche Bedeutung. Giebel massiv, Fachwerk-Obergeschoss ohne Streben, Erdgeschoss massiv, Fenstergewände und Stichbogenportal original, bezeichnet mit „R 1812“, ursprünglich vermutlich mit Laden, Hinweis darauf größeres Segmentbogenfenster im Erdgeschoss, alle Fenstergewände mit einer Hohlkehle, hohes Krüppelwalm-Mansarddach. | 09236347 |
| Direkt Bild zu diesem Denkmal hochladen | Wohnhaus in geschlossener Bebauung | Friedensstraße 16 (Karte) | Um 1800 | Kleinstadtypischer Wohnbau, im Kern Fachwerkkonstruktion, Putzfassade, platzbildprägende Lage, ortsentwicklungsgeschichtlich von Bedeutung. Fachwerk-Obergeschoss, verputzt, Erdgeschoss massiv, Porphyrfenstergewände, Satteldach, guter Originalzustand, wichtig für Platzbild. | 09236345 |
| Weitere Bilder                          | Wohnhaus in geschlossener Bebauung | Friedensstraße 19 (Karte) | Bezeichnet mit 1781 | Kleinstadttypischer Wohnbau des ausgehenden 18. Jahrhunderts, Putzfassade in spätbarocken Formen, stadtentwicklungsgeschichtliche Bedeutung. Massivbauweise, Mansarddach, Fenstergewände mit einer Hohlkehle, Stichbogenportal, bezeichnet mit „S D 1781“, Haustür und Fenster verändert. | 09236343 |
|                                         | Wohnhaus in geschlossener Bebauung | Friedensstraße 21 (Karte) | Um 1800 | Kleinstadttypischer Wohnbau mit Putzfassade, im Kern offensichtlich Fachwerkkonstruktion, steiles Satteldach, bau- und stadtentwicklungsgeschichtliche Bedeutung. Hohes steiles Satteldach, Fachwerk-Obergeschoss verputzt, dreiachsig, Erdgeschoss massiv, Fenstergewände um 1800 mit einer Hohlkehlung. | 09236342 |
| Direkt Bild zu diesem Denkmal hochladen | Villa | Friedensstraße 54 (Karte) | Um 1870 | Ehemalige Fabrikantenvilla der Holzschleiferei Großschlaisdorf (W. Julius Kübler und August Schmidt), Putzbau in historistischen Formen, Gliederungen in Porphyrtuff, flussseitig Mittelrisalit, aufwändige Haustür mit schmuckreichen Ziergittern, bau- und ortsgeschichtliche Bedeutung. Eingeschossig mit Mezzaningeschoss, waagrechte Fensterverdachung, originale Tür- und Fenstergewände, Fenster verändert, schöne Tür mit pflanzlichen Ornamenten als kleine Ziergitter, zweiflüglig mit Oberlicht, flaches Walmdach. | 09236430 |
| Direkt Bild zu diesem Denkmal hochladen | Ehemaliges Heim für ledige Arbeiterinnen, ehemaliges Mädchenheim (Einzeldenkmal der Sachgesamtheit 09236411) | Heinrich-Heine-Straße 29, 31, 33 (Karte) | 1904–1905 | Einzeldenkmal der Sachgesamtheit Papierfabrik und Weberei Wilhelm Vogel; abwechslungsreiche Baukörpergestaltung im Landhausstil um 1900, Putz-, Klinker- und Kunststeingliederungen, obere Partien mit Zierfachwerk, durch erhöhte Lage ortsbildprägend, baugeschichtlich, ortsgeschichtlich und sozialgeschichtlich von Bedeutung | 09306858 |
| Weitere Bilder                          | Rathaus und Teil des angebauten Hinterhauses | Karl-Marx-Straße 1 (Karte) | 1902 | Städtebaulich dominanter Neorenaissancebau, Putzfassaden mit Porphyrtuffgliederung, Hauptfront durch Vorlage und Schweifgiebel betont, akzentuierender Eckturm, stadtbildprägend, ortsgeschichtliche, baugeschichtliche und städtebauliche Bedeutung. - Rathaus: Porphyrgewände, repräsentatives Bauwerk mit Mittelrisalit, Zwerchgiebel als Volutengiebel, Neorenaissance, dreigeschossig, zehn Achsen - im Rathaus: Kreuzgewölbe, originale Türen, Fenster teilweise verändert, Reste Ausmalung überklebt mit Tapeten - Teil des Hinterhauses: Porphyrstichbogenportal, Satteldach, zweigeschossig, um 1800 | 09235833 |
| Weitere Bilder                          | Wohnhaus in geschlossener Bebauung, ehemals Schule | Karl-Marx-Straße 2 (Karte) | Nach 1800 | Fachwerkbau, verputzt, ursprünglich erste Schule des Ortes, stadt- und sozialgeschichtlich von Bedeutung. Mansarddach, Fachwerk-Obergeschoss verputzt, Erdgeschoss massiv, Giebelseite Porphyrstein mit Bezeichnet mit 1535, eventuell ehemals Schlussstein. | 09236308 |
|                                         | Wohnhaus in geschlossener Bebauung | Karl-Marx-Straße 9 (Karte) | Vor 1800 | Mit Laden, kleinstädtisches Bürgerhaus von bau- und ortsentwicklungsgeschichtlichem Wert. Fachwerk-Obergeschoss, straßenseitig verputzt, Mansarddach, Erdgeschoss massiv, rückwärtiger Anbau mit Fachwerk komplett, Tür im Obergeschoss, Pultdach, Gesims, Zwerchgiebel, Ladenzone verändert. | 09235834 |
| Weitere Bilder                          | Wohnhaus in geschlossener Bebauung | Karl-Marx-Straße 11 (Karte) | Um 1800 | Zeittypischer kleinstädtischer Wohnbau, Sterbehaus des Schriftstellers Max Vogler, bau- und stadtentwicklungsgeschichtliche sowie personengeschichtliche Bedeutung. Sieben Achsen, zweigeschossig, Ladenzone nachträglich, Stichbogenportal an Tor, Tor verändert, im Haus starb am 8. Oktober 1889 im Alter von 39 Jahren der Wissenschaftler, Schriftsteller und Muldentaldichter Dr. Max Vogler, Inschriftentafel am Haus, Obergeschoss an Straße massiv. | 09235835 |
|                                         | Wohnhaus in geschlossener Bebauung, mit Hinterhaus | Karl-Marx-Straße 13 (Karte) | Um 1800 | Kleinstadttypisches Wohnhaus mit Putzfassade, Erdgeschoss als Ladenzone genutzt, stadtentwicklungsgeschichtliche Bedeutung. - Wohnhaus: Fachwerk-Obergeschoss mit Ziegeln ausgesetzt, um 1800, zweigeschossig, fünf Achsen, Ladenausbau um 1900, Haustür komplett erhalten, schöne Gestaltung - Hinterhaus mit Mauer: Erdgeschoss massiv, Fachwerk-Obergeschoss, um 1800, Satteldach | 09235836 |
|                                         | Wohnhaus in geschlossener Bebauung | Karl-Marx-Straße 14 (Karte) | 1818 | Kleinstädtischer Wohnbau mit Laden, Putzfassade mit Porphyrtuffelementen, stadtentwicklungsgeschichtliche Bedeutung. Am Türstock datiert, Stichbogenportal mit Schlussstein, Porphyrgewände, massiv, zweigeschossig, vier Achsen, Mansarddach, Haustüren und Fenster verändert. | 09236310 |
|                                         | Wohnhaus in geschlossener Bebauung, mit Hinterhaus | Karl-Marx-Straße 15 (Karte) | Um 1800 | Kleinstadttypischer Wohnbau, Putzfassade mit Porphyrtuffelementen, bau- und ortsentwicklungsgeschichtlich Bedeutung. - Wohnhaus: straßenseitig massiv, sechs Achsen, zweigeschossig, Stichbogenportal mit Schlussstein, originale Haustür, dort Scheiben eingesetzt - Hinterhaus: Fachwerk, Satteldach | 09235837 |
|                                         | Wohnhaus in geschlossener Bebauung | Karl-Marx-Straße 17 (Karte) | 2. Hälfte 19. Jahrhundert | Kleinstadttypischer Wohnbau, Erdgeschoss ehemals mit Ladennutzung, Putzfassade mit Porphyrtuffelementen, Erdgeschoss mit repräsentativer Pilastergliederung, bau- und ortsentwicklungsgeschichtlich Bedeutung. Laden im Originalzustand, waagrechte Fensterverdachung im ersten Obergeschoss, massiv, fünf Achsen, Gesims, hofseitig stärker verändert, Baureste aus Zeit um 1800, vermutlich ehemaliger Laubengang, heute zugebaut. | 09235838 |
|                                         | Wohnhaus in geschlossener Bebauung | Karl-Marx-Straße 24 (Karte) | Mitte 19. Jahrhundert | Schlichter Wohnbau, Putzfassade mit Porphyrtuff-, Putz- und Klinkergliederungen, ortsentwicklungsgeschichtliche Bedeutung. Fünf Achsen, zweigeschossig, Frontgiebel zwei Achsen, Gesims, originale Fenster- und Türgewände, Fenster teilweise erhalten, Putz und Sockel verändert. | 09236311 |
| Weitere Bilder                          | Evangelische Stadtkirche St. Jakob mit Ausstattung | Markt (Karte) | 1787–1789 (Kirche); bezeichnet mit 1793/1794 (Orgelprospekt); 1905 (Orgel)                                                                                    | Repräsentative barocke Saalkirche mit umlaufenden Emporen und mit einheitlicher Ausstattung aus der Erbauungszeit von stadtgeschichtlicher, baugeschichtlicher und künstlerischer Bedeutung. Großer rechteckiger Bau mit hohen Fenstern, gestreckter Ostturm tritt nur risalitartig an östl. Schmalseite vor, sein zierlicher Aufsatz verschiefert, schmaler, hoher Saal flachgedeckt, einheitliche Ausstattung aus Erbauungszeit mit umlaufenden zweigeschossigen Emporen, an Ostseite stattlicher Kanzelaltar einbezogen, Herrschaftsloge an nördlicher Chorseite, hölzerner Taufständer gleichzeitig, Orgel 1793. | 09236335 |
| Weitere Bilder                          | Gaststätte Muldenschlößchen | Markt 1 (Karte) | Um 1800 | Putzbau, im Kern wohl um 1800, ansprechende Fassadengestaltung mit geputzten Fenster- und Türrahmungen in Jugendstilformen, nach Osten jüngere Anbauten, als Eckgebäude platzbildprägend, bau- und ortsgeschichtliche Bedeutung. Fünf Achsen, zweigeschossig, schöne, verzierte Fenstergewände im Erdgeschoss, Blumenmotive und Köpfchen, Darstellung mit Zigarre und Schlüssel sowie Porträt mit Bierhumpen, Datierung laut mündlichem Hinweis. | 09235827 |
| Weitere Bilder                          | Wohnhaus in offener Bebauung | Markt 2 (Karte) | Vor 1800 | Breit gelagerter Fachwerkbau, Mansarddach, bau- und ortsentwicklungsgeschichtliche Bedeutung. Fachwerk-Obergeschoss, Erdgeschoss massiv, Mansarddach, liegender Dachstuhl, im Hof alte Tür am Anbau. | 09235825 |
|                                         | Wohnhaus in geschlossener Bebauung, mit zwei Hinterhäusern | Markt 4 (Karte) | Um 1800 | Im Kern Fachwerkbau, von ortsentwicklungsgeschichtlicher Bedeutung. - Wohnhaus: Ladenbereich verändert, Fachwerk-Obergeschoss verputzt, sieben Achsen, zweigeschossig, Satteldach mit zwei Gaubenreihen - Hintergebäude: Fachwerk-Obergeschoss, überkragend, verputzt - 2. Hintergebäude: parallel zum Wohnhaus | 09235824 |
|                                         | Wohnhaus in geschlossener Bebauung | Markt 6 (Karte) | 1. Hälfte 19. Jahrhundert | Kleinstadttypischer Putzbau von stadtentwicklungsgeschichtlicher Bedeutung. Drei Achsen, zweigeschossig, Fachwerk-Obergeschoss verputzt. | 09235823 |
|                                         | Wohnhaus in geschlossener Bebauung | Markt 8 (Karte) | Um 1800 | Mit Laden, kleinstadttypischer Putzbau von stadtentwicklungsgeschichtlicher Bedeutung. Fünf Achsen, zweigeschossig, Mansarddach. | 09235822 |
|                                         | Wohnhaus in geschlossener Bebauung und Hinterhaus | Markt 9 (Karte) | Bezeichnet mit 1782 | Putzfassade, Fachwerkobergeschoss ursprünglich freiliegend, Toreinfahrt mit Porphyrtuffrahmung, typischer kleinstädtischer Wohnbau von bau- und stadtentwicklungsgeschichtlicher Bedeutung. Schönes Portal, Schlussstein datiert, Tor original, fünf Achsen, zweigeschossig, Fachwerk-Obergeschoss verputzt, Einbauschrank in Tordurchfahrt, Hofseite fachwerksichtig, Tür im Obergeschoss, Hinterhaus gleiche Bauzeit. | 09235828 |
| Direkt Bild zu diesem Denkmal hochladen | Wohnhaus in geschlossener Bebauung sowie zwei Hinterhofgebäude | Markt 10 (Karte) | 1781 | Mit Laden, im Kern Fachwerkbau in spätbarocken Formen, Marktfront verputzt, typisches kleinstädtisches Wohngebäude, Hintergebäude ebenfalls Fachwerkbauten, bau- und stadtentwicklungsgeschichtliche Bedeutung. - Wohnhaus: Fachwerk-Obergeschoss an Straße verputzt, Hofseite fachwerksichtig - Hinterhofgebäude: Fachwerk, vor 1800 | 09235821 |
|                                         | Wohnhaus in geschlossener Bebauung, mit Hintergebäude | Markt 11 (Karte) | Um 1800 | Kleinstadttypischer Wohnbau mit reduzierter Putzfassade und Mansarddach, Teil der historischen Marktbebauung, Hintergebäude Fachwerkbau, bau- und ortsentwicklungsgeschichtlich von Bedeutung. - Wohnhaus: massiv, verändert, Mansarddach, Ladenbereich vollständig verändert - Hinterhaus: Fachwerk, vermutlich schlechter Bauzustand, Satteldach | 09235829 |
|                                         | Wohnhaus in geschlossener Bebauung | Markt 13 (Karte) | Um 1870 | Mit Laden, vermutlich im Kern zweigeschossiger, später aufgestocker Putzbau, Fassade mit historistischen Schmuckformen (Medaillons mit Puttenköpfchen), Teil der historischen Marktplatzbebauung, ortsentwicklungsgeschichtliche Bedeutung. Dreigeschossig, vier Achsen, Zahnschnittfries unter Dach, Kopfmotive im ersten Obergeschoss, Gesimse, Laden erneuert, Türportal mit waagrechtem Gebälk, Innenausstattung nicht wertvoll. | 09235830 |
| Direkt Bild zu diesem Denkmal hochladen | Wohnhaus in Ecklage | Markt 14 (Karte) | Um 1800 | Mit Laden, im Kern spätbarocker Fachwerkbau, Marktfassade und Giebel verputzt, Erdgeschoss als Ladenzone geöffnet, als Eckgebäude straßenbildprägend, Teil der historischen Marktplatzbebauung, bau- und ortsentwicklungsgeschichtliche Bedeutung. - Wohnhaus: Krüppelwalmdach, Erdgeschoss massiv, Fachwerk-Obergeschoss nur an hinteren Traufseite erhalten, - Ehemals denkmalgeschütztes Seitengebäude: Fachwerk-Obergeschoss strebenreich, weiterer Anbau mit barocker Tür und Fenstergewände mit zwei Hohlkehlen, Pultdach | 09236337 |
|                                         | Wohnhaus und zwei Seitengebäude eines ehemaligen Ackerbürgerhofes | Markt 15 (Karte) | Um 1750 | Breit lagernder verputzter Fachwerkbau, Teil der historischen Marktbebauung, bau- und ortsentwicklungsgeschichtliche Bedeutung. - Hinterhäuser: Wirtschaftsgebäude, Fachwerk-Obergeschoss das Haus parallel zur Straße, Schiebefenster, Fachwerk verputzt, ursprünglich Tür im Obergeschoss, Garageneinbauten - 2. Hinterhofgebäude: als Komplettierung des Ensembles, stark verändert - Wohnhaus: Fachwerk-Obergeschoss verputzt, Mansarddach, große Tordurchfahrt, alte Pflasterung, ehemaliger Ackerbürgerhof, bis um 1960 noch Bauernhof, Keller mit Tonnengewölbe, Torbereich verändert, ursprünglich mit Laden, sieben Achsen, zweigeschossig | 09235831 |
| Direkt Bild zu diesem Denkmal hochladen | Wohnhaus in geschlossener Bebauung, mit Hintergebäude | Markt 16 (Karte) | Um 1800 | Putzfassade, Erdgeschoss als Ladenzone eingerichtet, Teil der historischen Marktbebauung, Hintergebäude Fachwerkbau, ortsentwicklungsgeschichtlich von Bedeutung. - Wohnhaus: zweigeschossiges Gebäude, im Erdgeschoss Ladenzone mit Pilastergliederung, zwischen Erdgeschoss und Obergeschoss Gliederung durch drei Reihen Dachziegel, Satteldach mit durchgehendem Dachhecht - Hintergebäude: Fachwerk-Obergeschoss, Erdgeschoss massiv, strebenreiches Fachwerk, Satteldach, Giebel verputzt, originale zweiflüglige Tür mit Oberlicht | 09236338 |
|                                         | Wohnhaus in geschlossener Bebauung | Markt 17 (Karte) | Um 1750 | Kleiner verputzter Fachwerkbau, Erdgeschoss mit nachträglichen Ladeneinbauten, Teil der historischen Marktbebauung, bau- und ortsentwicklungsgeschichtliche Bedeutung. Fünf Achsen, zweigeschossig, Laden entstellt und nachträglich, Fachwerk-Obergeschoss verputzt, Mansarddach. | 09235832 |
| Direkt Bild zu diesem Denkmal hochladen | Hinterhaus | Markt 18 (Karte) | Nach 1800 | Hinterhaus | 09236339 |
| Direkt Bild zu diesem Denkmal hochladen | Wohnhaus in geschlossener Bebauung und Seitengebäude eines ehemaligen Ackerbürgerhofes sowie historische Ladenausstattung | Markt 24 (Karte) | 1798 (Ackerbürgerhaus); um 1900 (Laden) | Markanter verputzter Fachwerkbau, Fleischerladen mit wandfester Ausstattung um 1900, Teil der historischen Marktbebauung, bau- und ortsentwicklungsgeschichtliche Bedeutung. - Seitengebäude: Datierung am Türstock, Krüppelwalmdach, massiv - Wohnhaus: Fachwerk-Obergeschoss verputzt, Erdgeschoss massiv, Ladenbereich entstellend, fünf Achsen, Mansarddach | 09236336 |
|                                         | Wohnhaus in geschlossener Bebauung | Neugasse 1 (Karte) | Um 1800 | Kleinstadttypisches Wohnhaus, Putzfassade mit Porphyrtuffgliederungen, teils in spätbarocken Formen, bau- und stadtentwicklungsgeschichtliche Bedeutung. Massiv, Obergeschoss mit Fenstergewänden um 1900, Erdgeschoss Fenstergewände mit einem Falz, Sockel verkleidet, Stichbogenportal mit Schlussstein, Satteldach, Garageneinbau. | 09236325 |
| Weitere Bilder                          | Wohnhaus in geschlossener Bebauung | Neugasse 2 (Karte) | Bezeichnet mit 1827 | Typisches, kleinstädtisches Fachwerkwohnhaus der 1. Hälfte des 19. Jahrhunderts, bau- und stadtentwicklungsgeschichtliche Bedeutung. Fachwerk-Obergeschoss, ohne Streben, Erdgeschoss massiv, Satteldach, Türportal datiert, Haustür um 1930, Fenstergewände mit einem Falz. | 09236323 |
|                                         | Wohnhaus in geschlossener Bebauung | Neugasse 3 (Karte) | Um 1830 | Kleinstadttypisches, verputztes Fachwerkwohnhaus, bau- und stadtentwicklungsgeschichtliche Bedeutung. Fenster- und Türgewände erhalten, zugestrichen, Sockel entstellend mit blauen Klinkern verkleidet, Fachwerk-Obergeschoss verputzt, Satteldach, guter Originalzustand, Fassadengliederung komplett erhalten. | 09236326 |
|                                         | Wohnhaus in geschlossener Bebauung | Neugasse 7 (Karte) | Um 1800 | Kleinstadttypisches verputztes Fachwerkwohnhaus, stadtentwicklungsgeschichtliche Bedeutung. Fachwerk-Obergeschoss verputzt, Satteldach, Erdgeschoss massiv mit originalen Fenster- und Türgewänden, guter Originalzustand. | 09236327 |
| Weitere Bilder                          | Wohnhaus in geschlossener Bebauung | Neugasse 8 (Karte) | Vermutlich um 1760 | Baulich überformter Putzbau von stadtentwicklungsgeschichtlicher Bedeutung. Fachwerk-Obergeschoss verputzt, originale Porphyrfenster- und -türgewände, Satteldach, Straßenzug geschlossen erhalten, eventuell um 1760 erbaut, wohl nachträglich massiv unterfahren. | 09236328 |
| Weitere Bilder                          | Kirche und Alter Kirchhof Hohenkirchen (Sachgesamtheit) | Oberhohenkirchener Straße (Karte) | 2. Hälfte 18. Jahrhundert (Kirchhof) | Sachgesamtheit Kirche und Alter Kirchhof Hohenkirchen, mit folgenden Einzeldenkmalen: Kirche mit Ausstattung, Grufthaus der Familie Finsterbusch (Fabrikant), Grabmal Bürger (Kreuzform), Kriegerdenkmal für die Gefallenen des Ersten Weltkrieges, Grabmal für den ehemaligen Pfarrer Schubert, Porphyrtuffbank und Lutherlinde mit Gedenktafel auf dem Kirchhof (siehe 09236908) sowie Kirchhof und Einfriedung (Sachgesamtheitsteil); typischer dörflicher Kirchhof, ortsgeschichtlich und städtebaulich (ortsbildprägend) von Bedeutung | 09300245 |
| Weitere Bilder                          | Kirche mit Ausstattung, Grufthaus der Familie Finsterbusch (Fabrikant), Grabmal Bürger (Kreuzform), Kriegerdenkmal für die Gefallenen des Ersten Weltkrieges, Grabmal für den ehemaligen Pfarrer Schubert, Porphyrtuffbank und Lutherlinde mit Gedenktafel auf dem Kirchhof (Einzeldenkmale der Sachgesamtheit 09300245) | Oberhohenkirchener Straße (Karte) | 1753 (Kirche); bezeichnet mit 1521 (Kruzifix); 1865 (Grabmal Schubert); 1913 (Orgel); 1915 (Grabmal Bürger)                                                   | Einzeldenkmale der Sachgesamtheit Kirche mit Ausstattung und Alter Kirchhof Hohenkirchen; ortsbildprägender und landschaftsgestaltender Putzbau sowie bedeutsamer Kirchhof mit historisch und künstlerisch wichtigen Grabmälern, ortsgeschichtliche, baugeschichtliche, künstlerische und städtebauliche (ortsbildprägende) Bedeutung. - Kirche: Langgestreckter Rechtecksaal mit eingezogenem Chor, Apsis, Saal flach mit Spiegelgewölbe, umlaufende Emporen an drei Seiten, Kanzelaltar von 1898, Taufbecken gleiche Zeit, zwei Kelche: 1354, um 1500, zweigeschossige Korbbogenfenster an Längsseiten, Orgel von Paul Schmeißer aus Rochlitz, über Langhaus Walmdach mit kräftigem Dachreiter auf quadratischem Grundriss, abgeschlossen durch Welsche Haube mit Laterne, schöne Porphyrfenstergewände. - Kirchhof: - Grabmal Bürger: Porphyrkreuz vermutlich 1915 - Grufthaus: nach 1910 - Porphyrbank: um 1920 - Gedenktafel an Kirche für Gefallene des Ersten Weltkrieges - Grabmal des ehemaligen Pfarrers Schubert, vermutlich 1865 | 09236908 |
| Weitere Bilder                          | Neuer Friedhof (Sachgesamtheit) | Oberhohenkirchener Straße (Karte) | Nach 1850 | Sachgesamtheit Neuer Friedhof: Friedhofsgestaltung, Kriegerdenkmal für die Gefallenen des Deutsch-Französischen Krieges und Grabstein in Baumstammform (siehe 09236901) sowie Leichenhalle und Kapelle (beide verändert - Sachgesamtheitsteile); ortsgeschichtlich und landschaftsgestaltend von Bedeutung. - Kriegerdenkmal: einfacher Stein mit Kreuz, landschaftsgestaltende Bedeutung durch Anordnung in Baumallee und Sichtachse - Grabdenkmal um 1800 in Form eines Baumstammes, diese Art nur noch vereinzelt - Friedhofsgestaltung: Regelmäßig gegliederte Anlage mit zentraler Allee, an deren Ende das Kriegerdenkmal für die Gefallenen des Deutsch-Französischen Krieges steht. Diese zentrale Allee mit Blickbeziehung in den umgebenden Landschaftsraum wird von zwei Alleen gekreuzt. Der Friedhof wird von einer Hecke eingefasst. | 09302919 |
| Weitere Bilder                          | Friedhofsgestaltung, Kriegerdenkmal für die Gefallenen des Deutsch-Französischen Krieges und Grabstein in Baumstammform (Einzeldenkmal der Sachgesamtheit 09302919) | Oberhohenkirchener Straße (Karte) | 2. Hälfte 19. Jahrhundert (Friedhofsgestaltung und Grabmal); nach 1871 (Kriegerdenkmal)                                                                       | Einzeldenkmal der Sachgesamtheit Neuer Friedhof; ortsgeschichtlich und landschaftsgestaltend von Bedeutung. - Kriegerdenkmal: einfacher Stein mit Kreuz, landschaftsgestaltende Bedeutung durch Anordnung in Baumallee und Sichtachse - Grabdenkmal: um 1800 in Form eines Baumstammes, diese Art nur noch vereinzelt | 09236901 |
|                                         | Ehemaliger Gasthof „Zum heiteren Blick“ mit Saalanbau | Oberhohenkirchener Straße 3 (Karte) | Um 1860 | Putzbau mit Porphyrtuffgliederungen, im Obergeschoss des westlichen Gebäudeteils Saal mit hohen Rundbogenfenstern, vermutlich durch Umbau entstanden, ortsbildprägende Lage, bau- und ortsgeschichtlich von Bedeutung. Zweigeschossig, hohes Drempelgeschoss, Saal mit Rundbogenfenstern, durchlaufendes Gurtgesims in Höhe Fenstersohlbänke, Putzbau, Gewände Porphyr, Ziegelmauerwerk, Türportal mit waagerechtem Gebälk, Satteldach, dominante Lage am Ortseingang, axial zum Dorf gelegen, wirkt dominant in Landschaft. | 09236911 |
| Weitere Bilder                          | Pfarrhaus und zwei Seitengebäude sowie Einfriedung eines Pfarrhofs | Oberhohenkirchener Straße 4 (Karte) | Um 1750 (Pfarrhaus); um 1800 (Seitengebäude) | Pfarrhaus stattlicher Fachwerkbau mit ältertümlicher Konstruktion (K-Streben), südliches Seitengebäude Fachwerkbau, nördliches Seitengebäude massiv mit Porphyrtuffelementen, orts- und baugeschichtlich sowie im Zusammenhang mit benachbarter Kirche und Kirchhof auch städtebaulich (ortsbildprägend) von Bedeutung. - Pfarrhaus: Fachwerk-Obergeschoss mit gezapften K-Streben, Schwellenkranz mit Rähm Erdgeschoss, Füllhölzern und Schwelle Obergeschoss, gezapfte Holzverbindungen, regelmäßiges Fachwerk, Eg massiv, ursprünglich Stichbogenportal verändert, Fenstergewände mit einer Hohlkehle, Satteldach, Pfarrhaus sehr guter Originalbestand, wichtig für Ortsbild, künstlerische und heimatgeschichtliche Bedeutung, Fenster erneuert, Haustür um 1930, Zaunpfeiler aus Porphyrtuff - Seitengebäude: eingeschossiger Fachwerkschuppen, teilweise verändert, Holzverbindungen durch Verblatten, Satteldach, nachträglich Garageneinbau - 2. Seitengebäude: massiv, Porphyrtuff-Rundbogenportale, Schlitzfenster, wahrscheinlich Stallnutzung, Satteldach, im Inneren Hängedachkonstruktion mit Schwalbenschwanz-Holzverbindungen, Feldsteinbelag, um 1800 | 09236909 |
| Direkt Bild zu diesem Denkmal hochladen | Wohnstallhaus mit Torbogen (Pforte und Tor) eines Dreiseithofes | Oberhohenkirchener Straße 9 (Karte) | Um 1800 | Regionaltypischer Fachwerkbau in straßenbildprägender Lage, Teil der historischen Ortsbebauung von Hohenkirchen, heimatgeschichtlich von Bedeutung. Lage gegenüber Kirche und Friedhof, daher wichtig für Ortsbild, Fachwerk-Obergeschoss regelmäßig, wenige Streben, Erdgeschoss massiv, Stallportal erhalten, Garageneinbau, Türportal Wohnteil erneuert, Fenster zu groß im Erdgeschoss, im Obergeschoss dagegen originalgroße Fensteröffnungen, hohes vorkragendes Satteldach, Giebel mit Schieferverkleidung, Erdgeschoss Gestaltung leicht verändert. Torbogen verputzt, wahrscheinlich ursprüngliche Gestaltung erhalten, Schlussstein Porphyrtuff. | 09236910 |
| Direkt Bild zu diesem Denkmal hochladen | Wohnstallhaus, Scheune und südliches Seitengebäude eines Vierseithofes | Oberhohenkirchener Straße 17 (Karte) | Um 1800 | Landschaftstypische Fachwerkbauten, Teil der historischen Ortsbebauung von Hohenkirchen, heimatgeschichtlich von Bedeutung. - Wohnstallhaus: Fachwerk-Obergeschoss, regelmäßig, wenige Streben, Erdgeschoss massiv, einige Veränderungen, Türportal mit waagerechtem Gebälk an Stallteil erhalten, Erdgeschoss Bruchsteinmauerwerk verputzt, ein Giebel verbrettert, Krüppelwalmdach, an Hofseite weit vorkragend - Scheune: Giebel verbrettert, Fachwerk, große Holztore, gut proportioniertes Krüppelwalmdach - Seitengebäude: Stall im Erdgeschoss, im Obergeschoss vermutlich Bergeraum, Fachwerk-Obergeschoss, verbrettert, Erdgeschoss massiv, Krüppelwalmdach, hofseitig vorkragend - Wohnstallhaus mit Waschhausanbau mit Walmdach, am Giebel zwei Drehflügelfenster erhalten Denkmalwert: heimatgeschichtlicher Wert als landschaftstypischer, gut erhaltener Bauernhof, restliche Gebäude nur als Ruine, kein Denkmalwert dieses zerstörten Gebäudes. | 09236904 |
| Direkt Bild zu diesem Denkmal hochladen | Ehemaliges Gemeindehaus mit Gefängniszelle, heute Wohnhaus | Oberhohenkirchener Straße 19 (Karte) | Um 1800 | Fachwerkbau, heimatgeschichtlich von Bedeutung. Fachwerk-Obergeschoss mit querliegenden Gefachen, Streben, Holzverbindungen gezapft, Erdgeschoss massiv, vermutlich unterfahren, Fenster und Türeinfassung im Erdgeschoss verändert, Satteldach, Giebeldreiecke verbrettert, nachträglicher eingeschossiger Garagenanbau, Erker an Traufseite, ursprünglich Gemeindehaus mit Gefängnis. Denkmalwert: heimatgeschichtlich bedeutsam, Denkmalwert wurde am 22. Juni 2006 nach Prüfung bestätigt. | 09236902 |
| Weitere Bilder                          | Heinrich-Heine-Park: Parkanlage mit Grotte, Fußgängerbrücke und OdF-Denkmal (Einzeldenkmale der Sachgesamtheit 09236411) | Parkstraße (Karte) | 1873–1877 (Parkanlage); um 1900 (Fußgängerbrücke); 1952 (VdN/OdF)                                                                                             | Einzeldenkmale der Sachgesamtheit Papierfabrik und Weberei Wilhelm Vogel; Landschaftspark, unter Nutzung der natürlichen Gegebenheiten verschiedene Aussichtspunkte und Sichtbeziehungen angelegt, strukturbildender Gehölzbestand aus Solitärbäumen und Baumgruppen, Verbindung zur ehemaligen Vogelschen Villa durch eiserne Fußgängerbrücke, OdF-Denkmal 1952 eingefügt und als kleine Gedenkanlage gestaltet, ortsgeschichtlich, gartengeschichtlich, zeitgeschichtlich, städtebaulich und landschaftsgestaltend von Bedeutung | 09236412 |
| Direkt Bild zu diesem Denkmal hochladen | Ehemalige Vogelsche Villa (Nr. 24), mit Nebengebäude (Nr. 24a), Einzeldenkmale der Sachgesamtheit 09236411 | Parkstraße 24, 24a (Karte) | Um 1875 (Villa); um 1895 (Nebengebäude) | Einzeldenkmale der Sachgesamtheit Papierfabrik und Weberei Wilhelm Vogel; Putzbau im Stil eines Landhauses (Sommerwohnhaus des Fabrikanten Wilhelm Vogel), an beiden Langseiten jeweils zwei Vorlagen mit Ziergespärre, die Giebelseiten nachträglich erweitert, Putzfassaden mit relativ schlichter Gliederung, Parkseite durch jüngere Veranda bereichert, Nebengebäude malerischer Bau mit Natursteingliederungen und reichem Zierfachwerk, akzentuierender Turmanbau, ehem. Geflügel- und Hundehaus, bau- und ortsgeschichtlich von Bedeutung. - Villa (Nummer 24): eine Trauf- und eine Giebelseite original erhalten, andere Seiten verändert, im Inneren auch Veränderungen, aber Reste der Ausstattung wie Stuckdecken erhalten, ursprünglich Glattputz, Fensterläden mit Jalousie, zweigeschossig, Leergespärre reich verziert, genutzt als Sommersitz - Bedienstetenwohnhaus (Nummer 24a): sehr guter Originalzustand, Porphyreckquaderung, Ziegelmauerwerk, Fachwerk, originale Türen, Tore, Beschläge, unregelmäßiger Grundriss, verzierte Schwebegiebel | 09236417 |
| Direkt Bild zu diesem Denkmal hochladen | Ehemaliges Bedienstetenwohnhaus der Vogelschen Villa (Einzeldenkmal der Sachgesamtheit 09236411) | Parkstraße 26 (Karte) | Um 1900 | Einzeldenkmal der Sachgesamtheit Papierfabrik und Weberei Wilhelm Vogel; ehemals Förster- und Gärtnerwohnung, Klinkerbau über Natursteinsockel, Gliederungselemente in Porphyrtuff, jugendstiliges Zierfachwerk, baugeschichtlich und ortshistorisch von Bedeutung. Gleiche Gestaltung wie Villa, Veränderungen rückführbar, Porphyreckquaderung, unregelmäßiges Zierfachwerk. | 09236418 |
| Direkt Bild zu diesem Denkmal hochladen | Ehemalige Villa Lindig und Villengarten (Einzeldenkmal der Sachgesamtheit 09236411) | Parkstraße 28 (Karte) | Um 1875 | Einzeldenkmal der Sachgesamtheit Papierfabrik und Weberei Wilhelm Vogel; Putzbau in historistischen Formen, Mansarddach, bau- und ortsgeschichtliche Bedeutung. - Villa: annähernd quadratischer Grundriss, waagerechte Fensterverdachung und Fensterverdachung mit Dreiecksgiebelchen, überdachter Balkon, Bruchsteinsockel, Putzfassade mit Putznutung, eingeschossig, Mansardwalmdach, sehr guter Originalzustand, schmiedeeisernes Geländer, alter Grenzstein im Grundstück mit sich überkreuzenden Schwertern - Villengarten: - Lage: Villa mit kleinem Hausgarten liegt im Westen des Heinrich-Heine-Parks, über einen den Hang hinabführenden Rampenweg und Überqueren der Parkstraße gelangt man in den Heinrich-Heine-Park - Einfriedung: an der westlichen Grenze im Nordwesten der Villa Reste des Einfriedungszaunes (Eisenpfeiler) - Bodenrelief: im Osten der Villa von Ost nach West ansteigender steiler Hang mit Stützmauer an der Parkstraße, in den Hang eingefügter Rampenweg - Erschließung: an der Parkstraße eine von Ost nach West ansteigende Treppe, weiterführender Rampenweg von Nord nach Süd ansteigend und im weiteren Verlauf von Süd nach Nord ansteigend bis zu einem Weg im Osten der Villa - von der Peniger Straße im Westen Zufahrt bis zur Villa Gartenbauten: an der Parkstraße Stützmauer aus Bruchsteinmauerwerk, Treppe mit profilierten Porphyrstufen und seitlichen Stützmauern aus Bruchsteinmauerwerk, Entwässerungsrinnen beidseitig des Rampenweges - Gehölze: im Süden der Villa Solitärbäume (zwei Buchen), an der Ost-Ecke der Villa Koniferen (zwei Lebensbäume), am Osthang Solitärbäume (Eiche, Hainbuche), an der westlichen Zufahrt Solitärbaum (Linde) | 09236415 |
| Direkt Bild zu diesem Denkmal hochladen | Villa Friedheim und Nebengebäude sowie Reste der Gartengestaltung (Einzeldenkmale der Sachgesamtheit 09236411) | Parkstraße 34 (Karte) | Um 1905 | Einzeldenkmale der Sachgesamtheit Papierfabrik und Weberei Wilhelm Vogel; malerischer Fachwerkbau im Schweizer Stil, kunstvolle hölzerne Schmuckteile, bau- und ortsgeschichtliche Bedeutung. Qualitätvolle Fachwerkarchitektur, ausgefacht mit Klinkern, Sockel Bruchstein, Fensterumrahmung Holz, verziert, unregelmäßiger Grundriss, im Seitengebäude Taubenschlag, sehr gute Innenausstattung, Erker, verzierte Leergespärre, ursprünglich Sommerhaus. | 09236414 |
| Direkt Bild zu diesem Denkmal hochladen | Wegestein | Pflaumenallee (Karte) | 19. Jahrhundert | Historische Wegweisersäule aus Rochlitzer Porphyrtuff von regional- und verkehrsgeschichtlichem Wert. Porphyrsäule ca. 1,60 m hoch, Tiefe und Breite ca. 0,25 m, Schrift nicht mehr lesbar. | 09303028 |
| Direkt Bild zu diesem Denkmal hochladen | Fünf Stadtscheunen | Rochlitzer Straße 13 (gegenüber), Alfred-Köhler-Straße 22 (bei) (Karte) | 1781 | Bestehend aus heute drei Scheunen in Reihe sowie zwei einzeln stehenden Stadtscheunen, überwiegend Bruchsteinmauerwerk, verputzt, teils mit Porphyrtuffgliederungen, ortsgeschichtlich von Bedeutung. - Scheune Flurstück 48: teilweise Bruchstein, Giebel Fachwerk, Satteldach - Scheune Flurstück 46: massiv, Bruchstein, Krüppelwalmdach, sehr steil, Schlitzöffnung, Porphyr, Stichbogenportal mit Schlussstein bei Tor, Inschrift „C M G 1781“ - Scheunenreihe: zwei kleinere Scheunen aus Bruchstein, Eckquaderung aus Porphyr, Satteldächer, große Scheune teilweise Ziegelmauerwerk, vermutlich ehemals zwei Scheunen | 09236427 |
| Direkt Bild zu diesem Denkmal hochladen | Wohnhaus in geschlossener Bebauung | Schäfereiweg 16 (Karte) | Um 1800 | Zeittypischer Fachwerkbau von baugeschichtlichem und städtebaulichem Wert. Erdgeschoss massiv, originale Fenstergewände, Fachwerk-Obergeschoss, Satteldach, schlichtes Haus mit ortsbildprägender Wirkung, guter Originalzustand. | 09236333 |
| Direkt Bild zu diesem Denkmal hochladen | Seitengebäude eines Vierseithofes | Schlaisdorfer Straße 37 (Karte) | Vor 1800 | Regionaltypischer Fachwerkbau, heimatgeschichtlich von Bedeutung | 09236425 |
| Direkt Bild zu diesem Denkmal hochladen | Seitengebäude und Scheune eines Vierseithofes | Schlaisdorfer Straße 39 (Karte) | Bezeichnet mit 1829 | Regionaltypische ländliche Bauten in ortsbildprägender Lage, teils in Fachwerk, teils massiv ausgeführt, Zeugnisse der dörflichen Vergangenheit des einst eigenständigen Ortes Großschlaisdorf, heimatgeschichtliche Bedeutung. Seitengebäude stark überformt, aber städtebaulich von Bedeutung. | 09236426 |

## Berthelsdorf
| Bild                                    | Bezeichnung | Lage                      | Datierung           | Beschreibung | ID       |
| --------------------------------------- | --- | ------------------------- | ------------------- | --- | -------- |
| Direkt Bild zu diesem Denkmal hochladen | Sachgesamtheitsbestandteil der Sachgesamtheit Muldentalbahn, Teilabschnitt im Ortsteil Berthelsdorf (siehe auch Sachgesamtheit 09306181) | (Flurstück 134/3) (Karte) | 1875                | Sachgesamtheit mit allen Bahnanlagen, darunter Gleisanlagen mit Unter- und Oberbau, Streckenkilometrierung, Fernmelde- und Signalanlagen, Bahnstationen einschließlich aller Funktionsbauten, Wärterhäuschen, Brücken und Durchlässen in den Gemeinden Glauchau (Ortsteile Glauchau, Kleinbernsdorf, Reinholdshain, Niederlungwitz), Limbach-Oberfrohna (Ortsteile Wolkenburg-Kaufungen, Herrndorf, Uhlsdorf), Remse (Ortsteil Remse), Waldenburg (Ortsteile Niederwinkel, Oberwinkel, Waldenburg), Lunzenau (Ortsteile Lunzenau, Berthelsdorf, Cossen, Rochsburg, Göritzhain), Penig (Ortsteile Markersdorf, Penig, Amerika, Arnsdorf, Thierbach, Zinnberg), Rochlitz, Stadt (Ortsteile Penna, Rochlitz, Zaßnitz), Seelitz (Ortsteile Fischheim, Seelitz, Biesern, Steudten), Colditz (Ortsteile Colditz, Lastau, Möseln, Sermuth, Zschetzsch), Grimma (Ortsteil Großbothen), für die Industrieentwicklung des Muldentals wichtige und landschaftsbildende prägende ormalspurbahn, wirtschaftsgeschichtlich, eisenbahngeschichtlich, landschaftsgestaltend sowie regionalgeschichtlich von Bedeutung | 09306398 |
| Direkt Bild zu diesem Denkmal hochladen | Eisenbahnbrücke (Einzeldenkmal der Sachgesamtheit 09306144)                                                                              | (Flurstück 134/3) (Karte) | 1875                | Einzeldenkmal der Sachgesamtheit Muldentalbahn; parallelgurtige gekrümmte Stahlbalkenbrücke der Bahnstrecke Glauchau–Wurzen (Muldentalbahn) nördlich des Rochsburger Tunnels über die Mulde, als Vollwandträger in Nietkonstruktion ausgeführt und auf drei Stützpfeilern aufliegend, eisenbahngeschichtlich, landschaftsgestaltend und technikgeschichtlich von Bedeutung. Stützpfeiler und Auflager Polygonalmauerwerk, Bruchsteinpfeiler durch Bänder aus Quadern horizontal gegliedert, ursprüngliche parallelgurtige Fachwerkträger vermutlich um 1930 gegen Vollwandträger ersetzt. | 09306148 |
| Direkt Bild zu diesem Denkmal hochladen | Ehemaliges Wohnstallhaus eines Vierseithofes                                                                                             | Dorfstraße 22 (Karte)     | Bezeichnet mit 1715 | Fachwerkbau mit aufwändiger Konstruktion, Andreaskreuze in den Brüstungsfeldern, aufgrund des Alters und der Gestalt wichtiges Zeugnis der ländlichen Bauweise in der Region, bau- und heimatgeschichtliche Bedeutung. Kleines Wohnstallhaus, noch eine Seite und Giebel Fachwerk, mit profilierter Schwelle, geschweifte Andreaskreuze, Mannfiguren, Dachüberstand, am Giebel beide Schwellen mit Schiffskehlchen, ehemals Fachwerk im Erdgeschoss, bezeichnet mit 1715, erbaut vermutlich in 2. Hälfte des 17. Jahrhunderts. | 08955251 |

## Cossen
| Bild                                    | Bezeichnung | Lage                                   | Datierung | Beschreibung | ID       |
| --------------------------------------- | --- | -------------------------------------- | --- | --- | -------- |
| Weitere Bilder                          | Steinkreuz (Stumpf) aus Porphyr | (Flurstück 127) (Karte)                | 15./16. Jahrhundert | Höhe ca. 1 Meter, Schwert eingeritzt, Querbalken abgeschlagen, historische Bedeutung | 08955168 |
| Weitere Bilder                          | Steinkreuz | (Flurstück 119) (Karte)                | Bezeichnet mit 1826 | Steht in der Gabelung zweier Feldwege in der Feldflur, ca. 1 Meter hoch, Einritzung von Buchstaben und Jahreszahl, historische Bedeutung | 08955169 |
| Weitere Bilder                          | Sachgesamtheitsbestandteil der Sachgesamtheit Muldentalbahn, Teilabschnitt im Ortsteil Cossen mit dem Sachgesamtheitsteil Eisenbahnbrücke Cossener Bach (siehe auch Sachgesamtheit 09306181) | (Flurstücke 144/1, 143, 141/3) (Karte) | 1876 | Brücke, Vollwandträger erneuert und mit Beton an den Stützmauern befestigt, letztere weitestgehend original. Sachgesamtheit mit allen Bahnanlagen, darunter Gleisanlagen mit Unter- und Oberbau, Streckenkilometrierung, Fernmelde- und Signalanlagen, Bahnstationen einschließlich aller Funktionsbauten, Wärterhäuschen, Brücken und Durchlässen in den Gemeinden Glauchau (Ortsteile Glauchau, Kleinbernsdorf, Reinholdshain, Niederlungwitz), Limbach-Oberfrohna (Ortsteile Wolkenburg-Kaufungen, Herrndorf, Uhlsdorf), Remse (Ortsteil Remse), Waldenburg (Ortsteile Niederwinkel, Oberwinkel, Waldenburg), Lunzenau (Ortsteile Lunzenau, Berthelsdorf, Cossen, Rochsburg, Göritzhain), Penig (Ortsteile Markersdorf, Penig, Amerika, Arnsdorf, Thierbach, Zinnberg), Rochlitz, Stadt (Ortsteile Penna, Rochlitz, Zaßnitz), Seelitz (Ortsteile Fischheim, Seelitz, Biesern, Steudten), Colditz (Ortsteile Colditz, Lastau, Möseln, Sermuth, Zschetzsch), Grimma (Ortsteil Großbothen), für die Industrieentwicklung des Muldentals wichtige und landschaftsbildende prägende ormalspurbahn, wirtschaftsgeschichtlich, eisenbahngeschichtlich, landschaftsgestaltend sowie regionalgeschichtlich von Bedeutung. | 09306171 |
|                                         | Wohnstallhaus, Seitengebäude, Scheune und Torbogen eines Dreiseithofes | Alte Straße 6 (Karte)                  | Bezeichnet mit 1801 (Wohnstallhaus); bezeichnet mit 1830 (Seitengebäude); bezeichnet mit 1831 (Torbogen); bezeichnet mit 1902 (Scheune) | Regionaltypische Fachwerkbauten, jüngere Scheune massiver Putzbau, Teil des ortsbildprägendenden Ensembles mit den Höfen Alte Straße 7 und 8, bau- und heimatgeschichtlich von Bedeutung. - Wohnstallhaus: Erdgeschoss massiv, Obergeschoss Fachwerk (auch Giebel), Lastenaufzug, Seitengebäude: Erdgeschoss massiv, Porphyrgewände, Obergeschoss Fachwerk, Fenster erhalten, holzverschalter Aufgang, Giebel Fachwerk - Scheune: massiv - Torbogen: Porphyr, Schlussstein 1831 | 08955170 |
|                                         | Wohnstallhaus, Seitengebäude und Scheune sowie Torbogen mit Pforte eines Dreiseithofes | Alte Straße 7 (Karte)                  | 1831 (Wohnstallhaus); 1836 (Torbogen); Mitte 19. Jahrhundert (Nebengebäude)                                                             | Regionaltypische Fachwerkbauten, Scheune massiver Putzbau, Teil des ortsbildprägendenden Ensembles mit den Höfen Alte Straße 6 und 8, bau- und heimatgeschichtlich von Bedeutung. - Wohnstallhaus: Erdgeschoss massiv, Obergeschoss Fachwerk, Giebel Fachwerk - Nebengebäude: Erdgeschoss massiv, Obergeschoss Fachwerk, zum Teil Porphyrgewände, holzverschalter Aufgang - Nebengebäude (Scheune): massiv, kreuzförmige Schlitzfenster, gemauertes Kranzgesims, zwei Tore, Torbogen mit Schlussstein und nebenliegender kleiner Bogendurchgang mit Schlussstein Fachwerk im Wohnstallhaus verändert durch Einbau großer Fenster | 08955171 |
| Direkt Bild zu diesem Denkmal hochladen | Wohnstallhaus, Seitengebäude, Torhaus sowie Scheune eines Vierseithofes | Alte Straße 8 (Karte)                  | Um 1800 (Wohnstallhaus); 1. Hälfte 19. Jahrhundert (Seitengebäude und Torhaus)                                                          | Regionaltypische Fachwerkbauten, Seitengebäude massiver Putzbau, Teil des ortsbildprägendenden Ensembles mit den Höfen Alte Straße 6 und 7, bau- und heimatgeschichtlich von Bedeutung. - Wohnstallhaus: Erdgeschoss massiv, Obergeschoss Fachwerk, bildprägender Giebel, verändert durch liegende Fenster - Torhaus: Erdgeschoss massiv, Obergeschoss Fachwerk - Nebengebäude: massiv, Porphyrgewände, im Giebel Zwillingsfenster | 08955172 |
| Direkt Bild zu diesem Denkmal hochladen | Häuslerhaus | Alte Straße 10 (Karte)                 | 1. Hälfte 19. Jahrhundert | Regionaltypischer Fachwerkbau, Bestandteil der historischen Dorfbebauung, heimatgeschichtlich von Bedeutung. Erdgeschoss massiv, Obergeschoss Fachwerk, Giebel verkleidet. | 08955162 |
| Direkt Bild zu diesem Denkmal hochladen | Häuslerhaus | Alte Straße 11 (Karte)                 | 1. Hälfte 19. Jahrhundert | Regionaltypischer Fachwerkbau, Teil der historischen Dorfbebauung, von heimatgeschichtlicher Bedeutung | 08955173 |
| Direkt Bild zu diesem Denkmal hochladen | Wohnstallhaus eines ehemaligen Zweiseithofes | Alte Straße 16 (Karte)                 | Um 1700 | Stattlicher Fachwerkbau mit reicher Konstruktion, Mittelstiele der Brüstungsfelder teils in Balusterform, wichtiges Zeugnis der regionalen Hausgeschichte, bau- und heimatgeschichtlich von Bedeutung. Erdgeschoss massiv, Obergeschoss Zweidrittel-Fachwerk, Giebel wahrscheinlich verputzt, zum Teil Porphyrgewände, Fachwerk: balusterartige Ständer. | 08955163 |
| Weitere Bilder                          | Bahnhof mit Empfangsgebäude und angebautem Stellwerk, Bahnsteig mit originaler Bahnsteigüberdachung, Wohnhaus sowie Pflaster                                                                 | Lunzenauer Straße 53, 54, 57 (Karte)   | 1872 | Qualitätvoll gestaltetes Empfangsgebäude in zeittypischer Bauweise und gutem Originalzustand der Bahnstrecke Neukieritzsch–Chemnitz (KC; sä. 6385), hauptsächlich als Güterbahnhof genutzt, wichtig für die wirtschaftliche Entwicklung des Ortes, eisenbahn- und ortsgeschichtlich von Bedeutung. - Schutzgüter: - Empfangsgebäude: Putznutung, zwei Kopfbauten, verbunden durch einen Querbau, eingeschossig mit Mezzaningeschoss, Putznutung über gesamtes Gebäude, Eckquaderung, Porphyrgewände, waagrechte Fensterverdachung im ersten Obergeschoss, Rundbogenfenster im Erdgeschoss, Satteldächer, sehr guter Originalzustand, auch innen, originale Fenster, Haustüren verändert, im Inneren originale Türen und Gepäckschalter, Bahnsteig mit originaler Bahnsteigüberdachung. Typ: Flügelbau 2,5-geschossig + Mittelbau eingeschossig + Flügelbau 2,5-geschossig - Wohnhaus: 2,5-geschossig, massiv, verputzt, flaches Satteldach, Fenster mit Porphyrgewände, wahrscheinlich später errichtet - Zufahrtsstraße mit Pflaster: Granit - Wirtschaftsgebäude (kein Denkmal): eingeschossiger massiver Putzbau - Stellwerk B1 (kein Denkmal): Fahrdienstleiterstellwerk, im Anbau befindlich, wahrscheinlich mit technischer Ausstattung Wichtige Eisenbahnstrecke zur Erschließung der Wirtschaftsräume Mittelsachsens und Chemnitz an das überregionale Streckennetz über Leipzig, Streckenausbau 1867–1872. Vor dem Bau der Strecke war Chemnitz nur über Riesa an das überregionale Bahnnetz angebunden. Der Bahnhof Cossen ist mit seinem weitestgehend original erhaltenen Empfangsgebäude ein wichtiges Zeugnis an dieser Strecke. Pflaster und Wohnhaus sind weitere wichtige Zeugnisse des Bahnhofs, der vorwiegend als Güterbahnhof der hiesigen Industriebetriebe genutzt wurde. | 09236432 |

## Elsdorf
| Bild                                    | Bezeichnung | Lage                        | Datierung | Beschreibung | ID       |
| --------------------------------------- | --- | --------------------------- | --- | --- | -------- |
| Weitere Bilder                          | Zufahrtsbrücke über den Elsbach | Hauptstraße 1 (bei) (Karte) | Bezeichnet mit 1916 | Segmentbogenbrücke, Wangen in Klinker, verkehrsgeschichtliche Bedeutung. Segmentbogenbrücke aus Ziegelmauerwerk, Brüstung U-förmig in Ziegel, an beiden Außenseiten Tafeln mit Initialen J.K. und Datierung. | 08955247 |
| Direkt Bild zu diesem Denkmal hochladen | Wohnstallhaus eines ehemaligen Vierseithofes | Hauptstraße 2 (Karte)       | 2. Viertel 19. Jahrhundert | Stattlicher Putzbau, bildprägend durch erhöhte Lage. Massives, zweigeschossiges Wohnstallhaus auf Bruchsteinsockel, die Obergeschosse verputzt, Putzgliederung, Gesims, Porphyrgewände, im Giebel mit geraden Fensterbedachungen, Ziegel-Zahnschnitt-Kranzgesims, recht aufwendig dekorierter, 13/5-achsiger Bau. | 08955245 |
| Direkt Bild zu diesem Denkmal hochladen | Wohnstallhaus, Seitengebäude und Torbogen eines Dreiseithofes                                                                                               | Hauptstraße 20 (Karte)      | 1716 (Wohnstallhaus); bezeichnet mit 1872 (Seitengebäude)                                                                           | Regionaltypische Fachwerkbauten, ehemaliges Wohnstallhaus stattlicher Bau mit strebenreicher Konstruktion, bau- und heimatgeschichtliche Bedeutung. - Wohnstallhaus: Obergeschoss Fachwerk, teilweise verschiefert, Porphyrgewände - Stallscheune: Obergeschoss Fachwerk, Porphyrgewände, doppelte Biberschwanzdeckung | 08955243 |
| Direkt Bild zu diesem Denkmal hochladen | Wohnstallhaus und zwei Seitengebäude eines Vierseithofes | Hauptstraße 26 (Karte)      | 1877 (Seitengebäude); 1881 (Wohnstallhaus)                                                                                          | Regionaltypische Fachwerkbauten, historische Zeugnisse der örtlichen Bauweise und Dorfstruktur, heimatgeschichtliche Bedeutung. - Wohnstallhaus: Obergeschoss Fachwerk, Porphyrgewände, Giebel massiv - nördliches Nebengebäude: Obergeschoss Fachwerk, Porphyrgewände, im Giebel Taubenschlag - südliches Nebengebäude: Obergeschoss Fachwerk, Mitteldrehflügelfenster, Dachüberstand, Sockel zum Teil Porphyrbruchstein | 08955242 |
| Direkt Bild zu diesem Denkmal hochladen | Scheune und zwei Seitengebäude eines Vierseithofes | Hauptstraße 36 (Karte)      | Um 1857 | Regionaltypische Fachwerkbauten, historische Zeugnisse der örtlichen Bauweise und Dorfstruktur, heimatgeschichtliche Bedeutung. - Scheune: ganz Fachwerk-Konstruktion mit Drempel, Giebel massiv mit Schlitzfenstern - nördliches Nebengebäude: Obergeschoss Fachwerk mit Durchfahrt, verbretterte kleine Laube - südliches Nebengebäude: Obergeschoss Fachwerk, Giebel massiv, Porphyrgewände, Krüppelwalmdach | 08955239 |
| Direkt Bild zu diesem Denkmal hochladen | Häuslerhaus, mit Nebengebäude | Hauptstraße 42 (Karte)      | Um 1800 | Regionaltypische Fachwerkbauten, heimatgeschichtliche Bedeutung. - Wohnhaus: Obergeschoss Fachwerk, Giebel verkleidet, Porphyrgewände, Winterfenster - Scheune: Fachwerk, Schieferdeckung | 08955237 |
| Direkt Bild zu diesem Denkmal hochladen | Häusleranwesen | Hauptstraße 71 (Karte)      | Um 1800 | Mehrfach umgebauter und erweiterter Fachwerkbau, zugewandter Giebel massiv, nach Westen große Abseite, heimatgeschichtliche Bedeutung. Obergeschoss Fachwerk, vorderer Teil älter, mit V-Streben, Giebel massiv, hinterer Teil (ab Haustüre) Obergeschoss regelmäßiges, gewöhnliches Fachwerk, Krüppelwalmdach, zum Teil Porphyrgewände erhalten. | 08955236 |
| Direkt Bild zu diesem Denkmal hochladen | Häuslerhaus, mit Nebengebäude | Hauptstraße 73 (Karte)      | 1. Hälfte 18. Jahrhundert (Häusleranwesen); bezeichnet mit 1887 (Nebengebäude)                                                      | Fachwerkbau mit altertümlicher Konstruktion, Nebengebäude massiver Putzbau, bau- und heimatgeschichtliche Bedeutung. - Wohnstallhaus: Obergeschoss Fachwerk mit Halbmannfiguren, Erdgeschoss Porphyrgewände, Winterfenster, Biberschwanzdeckung, Giebel und hinterer Teil massiv - Stall: massiv, Satteldach, Türsturz bezeichnet mit „18 E. König 87“ | 08955235 |
|                                         | Wohnstallhaus und Seitengebäude eines Vierseithofes | Hauptstraße 96, 98 (Karte)  | 1714–1715 Dendro (Wohnstallhaus); 1798–1799 (Seitengebäude)                                                                         | Regionaltypische Fachwerkbauten, Wohnstallhaus wegen Alter und Konstruktion von besonderem Wert, historische Zeugnisse der örtlichen Bauweise und Dorfstruktur, bau- und heimatgeschichtliche Bedeutung. - Wohnstallhaus: Erdgeschoss massiv, Porphyrgewände, Obergeschoss teilweise Fachwerk, teilweise massiv, ein Giebel im ersten Obergeschoss und Dachgeschoss verkleidet, Fachwerk-Konstruktion mit aufgeblatteten Kopfstreben, Leitermotiv - Nebengebäude: Erdgeschoss Fachwerk, Porphyrgewände, vorkragendes Dach, ein Giebel im Obergeschoss und Dachgeschoss verkleidet | 08955203 |
| Direkt Bild zu diesem Denkmal hochladen | Wohnstallhaus eines Dreiseithofes | Hauptstraße 104 (Karte)     | 2. Hälfte 17. Jahrhundert | Fachwerkbau mit aufwändiger Konstruktion, Andreaskreuze in den Brüstungsfeldern, aufgrund des Alters und der Gestalt wichtiges Zeugnis der ländlichen Bauweise in der Region, bau- und heimatgeschichtliche Bedeutung. Erdgeschoss massiv, Porphyrgewände, Obergeschoss Fachwerk, geschweifte Andreaskreuze, aufgeblattete Kopfbänder, ein Giebel im Obergeschoss und Dachgeschoss verschiefert, Schieferdachdeckung, hintere Traufseite teilweise verbrettert. | 08955204 |
| Direkt Bild zu diesem Denkmal hochladen | Wohnstallhaus, zwei Seitengebäude und Scheune eines Vierseithofes, außerdem feldseitige Hofeinfahrt mit Torbogen und Durchgang sowie gemauerte Gartenpforte | Hauptstraße 128 (Karte)     | Bezeichnet mit 1807 (Seitengebäude); 1. Hälfte 18. Jahrhundert (Seitengebäude); 1863 (Wohnstallhaus); bezeichnet mit 1881 (Scheune) | Geschlossenes Ensemble. - Wohnstallhaus: Erdgeschoss massiv Bruchsteinmauerwerk, Porphyrgewände, Obergeschoss Fachwerk, im Giebel Palladiomotiv, Krüppelwalmdach - 1. Seitengebäude: Erdgeschoss massiv Bruchsteinmauerwerk, Porphyrgewände, Obergeschoss Fachwerk, im Dachgeschoss des Giebels Fachwerk - 2. Seitengebäude: Erdgeschoss massiv Bruchsteinmauerwerk, Obergeschoss Fachwerk, Porphyrgewände, Krüppelwalmdach, Giebel Fachwerk - Scheune: Fachwerk, Giebel massiv, schlitzförmige Fenster, Okuli, Doppelrechteckfenster mit Verdachung, leicht baufällig - Text auf Tafel an Giebel (Scheune): „Hier schlug der Blitz ein am 3. Mai 1881 Gott hat geholfen, Gott hilft noch, Gott wird weiter helfen. F.E. Greischen“ - Torbögen: beide an das Wohnstallhaus anschließend, zum Garten führt eine gemauerte Pforte, zum Feld ein großer Torbogen mit Durchfahrt und Pforte | 08955202 |
| Direkt Bild zu diesem Denkmal hochladen | Häusleranwesen | Hauptstraße 136 (Karte)     | 1. Hälfte 19. Jahrhundert | Regionaltypischer Fachwerkbau, heimatgeschichtliche Bedeutung. Erdgeschoss massiv, Porphyrgewände, Obergeschoss Fachwerk, Giebel verputzt, mit Backofen, Fachwerk. | 08955201 |
| Direkt Bild zu diesem Denkmal hochladen | Zwei Seitengebäude eines Vierseithofes | Hauptstraße 139 (Karte)     | Um 1798 | Landschafts- und zeittypische Fachwerkgebäude, heimatgeschichtliche Bedeutung. - 1. Nebengebäude: Erdgeschoss massiv, Porphyrgewände, Obergeschoss Fachwerk, hölzerner Aufgang, ein Giebel Fachwerk, ein Giebel massiv - 2. Nebengebäude: Erdgeschoss massiv, Porphyrgewände, Obergeschoss Fachwerk, ein Giebel verkleidet, darunter Fachwerk, ein Giebel massiv | 08955231 |
| Direkt Bild zu diesem Denkmal hochladen | Wohnstallhaus, Seitengebäude und Scheune eines Vierseithofes                                                                                                | Hauptstraße 149 (Karte)     | Vor 1600 (Wohnstallhaus); um 1800 (Seitengebäude); 1. Hälfte 19. Jahrhundert (Scheune)                                              | Regionaltypische Fachwerkbauten, Wohnstallhaus altertümliche Fachwerkkonstruktion mit Andreaskreuzen, damit von besonderem Wert, bau- und heimatgeschichtliche Bedeutung. - Wohnstallhaus: Erdgeschoss massiv, Porphyrgewände, Obergeschoss Fachwerk mit Andreaskreuzen, ein Giebeldreieck verschiefert, ehemaliger Ständerbau, ein Giebel massiv - Nebengebäude: Erdgeschoss massiv mit Durchfahrt, Obergeschoss Fachwerk, ein Giebel Fachwerk, ein Giebel massiv, Porphyrgewände - Scheune: Fachwerk | 08955230 |
| Weitere Bilder                          | Kirche und Kirchhof Oberelsdorf (Sachgesamtheit) | Hauptstraße 155 (Karte)     | 16. Jahrhundert (Kirchhof) | Sachgesamtheit Kirche und Kirchhof Oberelsdorf, mit folgenden Einzeldenkmalen: Kirche, Kirchhofmauer und Kriegerdenkmal (siehe 08955228); von kirchengeschichtlicher, ortsgeschichtlicher und städtebaulicher (ortsbildprägender) Bedeutung | 09300215 |
| Weitere Bilder                          | Kirche mit Ausstattung, Kirchhofsmauer und Kriegerdenkmal (Einzeldenkmale der Sachgesamtheit 09300215)                                                      | Hauptstraße 155 (Karte)     | Anfang 13. Jahrhundert (Kirche); 1521 (Kruzifix); 1913 (Orgel); um 1920 (Kriegerdenkmal)                                            | Einzeldenkmale der Sachgesamtheit Kirche und Kirchhof Oberelsdorf; von kirchengeschichtlicher, ortsgeschichtlicher und städtebaulicher (ortsbildprägender) Bedeutung. - Kirche (romanische Chorturmkirche): Apsis am Turm, Segmentbogenfenster am Schiff, Zwillingsrundbogenfenster mit Säulchen im Turm, Porphyrgewände, spitzer Turmhelm, Eckquaderungen, Schieferdachdeckung - Kirche innen: spätgotische Sakramentsnische im Chor, Kruzifix mit Christus 1521 aus Holz, Empore, Orgel von Schmeisser, Weule-Uhr 1911, Kirche restauriert 1870, Westvorbau 1516 - Kriegerdenkmal: an der Nordseite des Kirchenschiffes, Porphyrtafel | 08955228 |
| Direkt Bild zu diesem Denkmal hochladen | Häusleranwesen | Hauptstraße 156 (Karte)     | 1. Hälfte 19. Jahrhundert | Regionaltypischer Fachwerkbau, heimatgeschichtliche Bedeutung. Erdgeschoss massiv, zum Teil Porphyrgewände, Obergeschoss Fachwerk, Biberschwanzdeckung. | 08955199 |
| Direkt Bild zu diesem Denkmal hochladen | Wohnstallhaus und Seitengebäude eines Vierseithofes | Hauptstraße 159 (Karte)     | Bezeichnet mit 1882 (Wohnstallhaus); Mitte 19. Jahrhundert (Nebengebäude)                                                           | Regionaltypische Fachwerkbauten, Porphyrtuffgliederungen, heimatgeschichtliche Bedeutung. - Wohnstallhaus: Erdgeschoss massiv, Porphyrgewände, Obergeschoss Fachwerk, im Giebel Fenster mit Porphyrgewände, Okuli und Zwillingsfenster - Nebengebäude: Erdgeschoss massiv, Porphyrgewände, Obergeschoss Fachwerk, ein Giebel im Obergeschoss und Dachgeschoss Fachwerk, Krüppelwalmdach, ein Giebel massiv | 08955229 |
| Direkt Bild zu diesem Denkmal hochladen | Wohnstallhaus, Scheune und Seitengebäude eines Vierseithofes                                                                                                | Hauptstraße 169 (Karte)     | Um 1800 | Stattliche Gebäude in regionaltypischer Fachwerkbauweise, teilweise Porphyrtuffgliederungen, bau- und heimatgeschichtliche Bedeutung. - Wohnstallhaus: Erdgeschoss massiv, Obergeschoss Fachwerk, ein Giebel im Obergeschoss und Dachgeschoss verkleidet, zum Teil Porphyrgewände - Nebengebäude: ein Giebel verkleidet, ein Giebel im Obergeschoss verputzt und im Dachgeschoss verschiefert - Scheune: Fachwerk, zum Teil massiv | 08955233 |
|                                         | Ehemaliger Gasthof („Die goldene Eiche“, „Goldener Eichbaum“), mit südlichem Nebengebäude                                                                   | Hauptstraße 189 (Karte)     | 1813 (Wohnstallhaus); 1826–1830 (Seitengebäude)                                                                                     | Im Kern Fachwerkbauten, westlich der Ortslage Oberelsdorf an der ehemaligen Fernstraße von Geithain/Rochlitz nach Waldenburg gelegen, heimat- und baugeschichtliche Bedeutung. - Wohnstallhaus: Erdgeschoss massiv, Obergeschoss Fachwerk verkleidet, Giebel massiv, Porphyrgewände, im Giebel Fensterverdachung, Okuli und Putzornamente - Nebengebäude: Erdgeschoss massiv, Obergeschoss Fachwerk, Oberlaube zwölfjochig, Giebel massiv, Fenster mit Porphyrgewände | 08955234 |

## Göritzhain
| Bild                                    | Bezeichnung | Lage                             | Datierung                                                                                   | Beschreibung | ID       |
| --------------------------------------- | --- | -------------------------------- | ------------------------------------------------------------------------------------------- | --- | -------- |
| Weitere Bilder                          | Sachgesamtheitsbestandteil der Sachgesamtheit Muldentalbahn, Teilabschnitt im Ortsteil Göritzhain mit den Sachgesamtheitsteilen: Bahnkörper, Kilometrierung und Signalanlagen (siehe auch Sachgesamtheit 09306181) | (Flurstücke 827, 1029/1) (Karte) | 1875                                                                                        | Sachgesamtheit mit allen Bahnanlagen, darunter Gleisanlagen mit Unter- und Oberbau, Streckenkilometrierung, Fernmelde- und Signalanlagen, Bahnstationen einschließlich aller Funktionsbauten, Wärterhäuschen, Brücken und Durchlässen in den Gemeinden Glauchau, Stadt (OT Glauchau, Kleinbernsdorf, Reinholdshain, Niederlungwitz), Limbach-Oberfrohna, Stadt (OT Wolkenburg-Kaufungen, Herrndorf, Uhlsdorf), Remse (OT Remse), Waldenburg (OT Niederwinkel, Oberwinkel, Waldenburg), Lunzenau, Stadt (OT Lunzenau, Berthelsdorf, Cossen, Rochsburg, Göritzhain), Penig, Stadt (OT Markersdorf, Penig, Amerika, Arnsdorf, Thierbach, Zinnberg), Rochlitz, Stadt (OT Penna, Rochlitz, Zaßnitz), Seelitz (OT Fischheim, Seelitz, Biesern, Steudten), Colditz (OT Colditz, Lastau, Möseln, Sermuth, Zschetzsch), Grimma, Stadt (OT Großbothen), für die Industrieentwicklung des Muldentals wichtige und landschaftsbildende prägende Normalspurbahn, wirtschaftsgeschichtlich, eisenbahngeschichtlich, landschaftsgestaltend sowie regionalgeschichtlich von Bedeutung. | 09306404 |
| Weitere Bilder                          | Straßenbrücke | (Flurstück 824/6) (Karte)        | 1872                                                                                        | Dreibogige Steinbrücke in zeittypischer Konstruktion über die Gleise der Bahnstrecke Neukieritzsch–Chemnitz (6385, sä. KC), eisenbahn- und baugeschichtlich von Bedeutung. Porphyrbruchsteinmauerwerk, Abdeckung erneuert, Beton. | 08955192 |
| Direkt Bild zu diesem Denkmal hochladen | Wohnstallhaus | Am Chemnitzberg 12 (Karte)       | Bezeichnet mit 1830                                                                         | Fachwerkbau in regionaltypischen Formen, Teil der historischen Bebauung der ehemaligen Gemeinde Wilhelminenberg, heimatgeschichtlich von Bedeutung. Erdgeschoss massiv, Obergeschoss verkleidet, darunter Fachwerk, ein Giebeldreieck verschiefert, Porphyrgewände, im Stall Kappengewölbe auf Porphyrsäulen, ein Giebel verkleidet – darunter Fachwerk. | 08955194 |
| Weitere Bilder                          | Villa mit Einfriedung und Toranlage (ehemalige Strohstoff- und Papierfabrik Franz Jakob Scheerer) | Am Chemnitzberg 15 (Karte)       | Um 1900                                                                                     | Anspruchsvoller, abwechslungsreich gegliederter Villenbau in Jugendstilformen, Putzfassaden, im Giebelbereich durch Zierfachwerk bereichert, Toranlage mit Spitzgiebel und Treppenzugang, Zeugnis der jüngeren Ortsentwicklung als Industriestandort, von baugeschichtlicher und ortshistorischer Bedeutung. Unregelmäßiger Grundriss, mehrere Giebel, Putzfassade mit Zierfachwerk, Sockel Natursteinquader, Sandsteinfensterbänke mit Zahnschnitt, Terrasse, Biberschwanzdeckung, parkartiges Grundstück. | 08955197 |
| Weitere Bilder                          | Wohnhaus einer ehemaligen Mühle (Niedermühle, Strohstoff- und Papierfabrik Franz Jakob Scheerer) | Am Chemnitzberg 16 (Karte)       | 1808–1809                                                                                   | Stattlicher Fachwerkbau, massives Erdgeschoss mit Porphyrtuffelementen, Krüppelwalmdach, ehemals Mahl-, Schneide- und Ölmühle, von den anderen Gebäuden der Mühlenanlage kein denkmalwürdiger Bestand erhalten, baugeschichtliche und ortshistorische Bedeutung. Erdgeschoss massiv, Porphyrgewände, Obergeschoss Fachwerk, Giebel in Obergeschoss und Dachgeschoss verschiefert, Krüppelwalmdach, Hofpflasterung, Schleppgaupe, ehemalige Mühle. | 08955195 |
| Weitere Bilder                          | Wohnhaus mit angebautem Kontor einer ehemaligen Fabrikanlage (ehemalige Strohstoff- und Papierfabrik Franz Jakob Scheerer)                                                                                         | Am Chemnitzberg 17 (Karte)       | Um 1870                                                                                     | Wohnhaus symmetrischer Putzbau in Formen der Neurenaissance, Porphyrtuffgliederungen, Hauptfront zum ehem. Fabrikhof mit dreibogiger Eingangsloggia, auf der Südseite durch schmalen Zwischenbau mit dem niedrigeren Kontorgebäude verbunden, im Norden jüngerer Verandaanbau, bau- und ortsgeschichtliche Bedeutung. Dreigliedriger Baukörper (zwei Baukuben mit niedrigerem dreiachsigem Bauglied dazwischen), Porphyrgewände, im Zwischenbauglied laubenartiger Eingang dreijochig, Porphyrpfeiler, Porphyrbögen, im ersten Obergeschoss Drillingsfenstermotiv, Rundbogenfenster mit Verdachung, im Eingangsbereich aufwendige Holzverkleidung, in den seitlichen Baukuben im ersten Obergeschoss Rechteckfenster mit Verdachung, im zweiten Obergeschoss Rundbogenfenster, Satteldächer, doppeltes Gurtgesims, Zierrosetten. | 08955196 |
| Direkt Bild zu diesem Denkmal hochladen | Wohnstallhaus und Seitengebäude eines ehemaligen Dreiseithofes | Am Kindergarten 17, 17a (Karte)  | 18. Jahrhundert (Nebengebäude); um 1800 (Bauernhaus)                                        | Fachwerkbauten, Zeugnisse der historischen Bebauung im ehemaligen eigenständigen Ortsteil Wilhelminenberg, heimatgeschichtliche Bedeutung. - Wohnhaus: Erdgeschoss massiv, Obergeschoss Fachwerk, Giebel holzverschalt, drei Gaupen - Nebengebäude: massiv, Obergeschoss Fachwerk mit Oberlaube, dreijochig, je drei Gaupen, Ständer der Oberlaube profiliert, Brüstungsbretter ausgesägt, Giebeldreieck verbrettert, hintere Traufseite V-Streben, saniert | 08955164 |
| Direkt Bild zu diesem Denkmal hochladen | Wohnhaus | Am Kindergarten 18 (Karte)       | Bezeichnet mit 1919 (am Schlussstein des Portals)                                           | Guter Originalzustand, gut sichtbar auf der Anhöhe gelegen. Erdgeschoss massiv, Sockel Bruchsteinmauerwerk, abgewalmtes Satteldach, Gaupen, Fensterläden, Fenster giebelseitig im Dachgeschoss, Porphyrportal mit Schlussstein, Giebel holzverschalt. | 08955193 |
| Weitere Bilder                          | Eisenbahnbrücke über die Chemnitz | Bauernseite (Karte)              | 1901–1902                                                                                   | Fünfbogige Eisenbahnbrücke aus Sandstein der Bahnstrecke Wechselburg–Küchwald (6633, sä. WbC), längste Brücke der Strecke, verläuft über zwei Gemarkungen, siehe auch Gemeinde Königshain-Wiederau (Objekt 09305967), bau-, eisenbahn- und technikgeschichtlich von Bedeutung. Streckenkilometer 5,385, Natursteinmauerwerk, Bossenmauerwerk, an Brückenpfeilern vorspringende, halbrunde Anbauten, Einrahmung der Bögen mit vorspringendem Rechteckfries, Länge 119,60 m, Höhe 7,9 m, Breite 4,1 m, Sandsteinbrücke. | 08955191 |
| Direkt Bild zu diesem Denkmal hochladen | Wohnstallhaus, Seitengebäude und Kellerhaus (gegenüberliegend) eines ehemaligen Dreiseithofes | Bauernseite 1, 3 (Karte)         | Bezeichnet mit 795 (Wohnstallhaus); 2. Hälfte 19. Jahrhundert (Scheune)                     | Wohnstallhaus stattlicher, regionaltypischer Fachwerkbau, Scheune ebenfalls mit Fachwerkteilen, Speicher verputztes Bruchsteinmauerwerk, Zeugnisse der historischen Bebauung von Göritzhain, bau- und heimatgeschichtliche Bedeutung. - Wohnstallhaus: Erdgeschoss massiv, Porphyrgewände, Obergeschoss Fachwerk, Giebel verblendet - 1. Nebengebäude (Scheune): Erdgeschoss Bruchsteinmauerwerk, Obergeschoss Fachwerk, Giebel im Dachgeschoss verkleidet - 2. Nebengebäude: Bruchsteinmauerwerk, schlitzförmige Öffnungen, Giebeldreieck verschiefert, 2. Nebengebäude steht über der Straße dem ehemaligen Dreiseithof gegenüber | 08955183 |
| Direkt Bild zu diesem Denkmal hochladen | Wohnstallhaus und Scheune eines Vierseithofes | Bauernseite 5 (Karte)            | Um 1850                                                                                     | Regionaltypische Fachwerkbauten, Zeugnisse der historischen Dorfstruktur und Bebauung von Göritzhain, heimatgeschichtlich von Bedeutung. - Wohnhaus: Erdgeschoss massiv, Porphyrgewände, Obergeschoss Fachwerk, Giebel verkleidet - Nebengebäude: Erdgeschoss massiv, Obergeschoss Fachwerk, Porphyrgewände, Giebel verkleidet | 08955184 |
| Direkt Bild zu diesem Denkmal hochladen | Wohnstallhaus, Scheune und zwei Seitengebäude eines Vierseithofes | Bauernseite 6 (Karte)            | 18. Jahrhundert (Scheune); um 1800 (Wohnstallhaus); Mitte 19. Jahrhundert (2. Nebengebäude) | Landschaftstypische Fachwerkbauten, geschlossen erhaltene Hofanlage, Zeugnisse der historischen Dorfstruktur und Bebauung von Göritzhain, heimatgeschichtlich von Bedeutung. - Wohnstallhaus: Erdgeschoss massiv, Obergeschoss Fachwerk, Giebel im Obergeschoss Fachwerk, Giebeldreieck verschiefert - Nebengebäude (Scheune): Fachwerk, zwei Tore, seltene Fachwerk-Konstruktion - beide Nebengebäude: Erdgeschoss massiv, Obergeschoss Fachwerk, Porphyrgewände | 08955185 |
| Direkt Bild zu diesem Denkmal hochladen | Wohnstallhaus und Seitengebäude eines Dreiseithofes | Bauernseite 8 (Karte)            | Bezeichnet mit 1840                                                                         | Landschaftstypische Fachwerkbauten, Zeugnisse der historischen Dorfstruktur und Bebauung von Göritzhain, heimatgeschichtlich von Bedeutung. - Wohnstallhaus: Erdgeschoss massiv, Porphyrgewände, Obergeschoss Fachwerk, Giebel verschiefert - Nebengebäude: Erdgeschoss massiv, Obergeschoss Fachwerk, Porphyrgewände, Gaupen, Giebel holzverschalt | 08955189 |
| Direkt Bild zu diesem Denkmal hochladen | Häusleranwesen | Bauernseite 10 (Karte)           | Bezeichnet mit 1877 (im Kern älter)                                                         | Landschaftstypischer Fachwerkbau, heimatgeschichtliche Bedeutung. Erdgeschoss massiv, Türgewände Porphyr, Obergeschoss Fachwerk, Giebel verkleidet, Fensterbänke Porphyr, traufseitiger Anbau, Obergeschoss Fachwerk. | 08955190 |
| Direkt Bild zu diesem Denkmal hochladen | Häuslerhaus | Obere Hauptstraße 13 (Karte)     | 1. Hälfte 18. Jahrhundert                                                                   | Bemerkenswerter Fachwerkbau mit altertümlicher Konstruktion, K-Streben und Balusterstiel, bau- und heimatgeschichtlich von Bedeutung. Erdgeschoss massiv, Obergeschoss nur noch an einer Seite Fachwerk, Giebeldreieck verbrettert, Fachwerk weist auf mehrere Umbauten hin. | 08955198 |
| Weitere Bilder                          | Empfangsgebäude | Obere Hauptstraße 16 (Karte)     | 1902                                                                                        | Typisches Empfangsgebäude der Nebenstrecke Wechselburg–Chemnitz-Küchwald (Chemnitztalbahn, 6633, sä. WbC), verkehrsgeschichtliche und ortshistorische Bedeutung. Empfangsgebäude Typ 2 am km 4,100, schlichter Baukörper, Klinkermauerwerk, Segmentbogenfenster, Mezzaningeschoss, Sandsteinfensterbänke, flaches Satteldach, Ecklisenen, Sockel Polygonmauerwerk, im Giebel abgetreppter Blendfries. | 08955182 |
| Direkt Bild zu diesem Denkmal hochladen | Häusleranwesen | Obere Hauptstraße 44 (Karte)     | Um 1800, Teile älter                                                                        | Fachwerkhaus mit teils sehr alt wirkender Konstruktion, Zeugnis der historischen Bebauung im einst eigenständigen Ortsteil Wilhelminenberg, bau- und heimatgeschichtliche Bedeutung. Erdgeschoss massiv, Natursteingewände, Obergeschoss Fachwerk, alte Eingangstür an einem Giebel Fachwerk im Erdgeschoss, anderer Giebel massiv und im Obergeschoss verschalt, eine Schleppgaupe hinten, möglicherweise ehemaliger Ständerbau – nachträglich giebelseitig erweitert, Fachwerk an neuere Konstruktion angeglichen und massiv unterfahren. | 08955167 |
| Direkt Bild zu diesem Denkmal hochladen | Häusleranwesen | Obere Hauptstraße 47a (Karte)    | 1. Hälfte 19. Jahrhundert                                                                   | Schlichtes Fachwerkhaus von sozialgeschichtlichem Wert. Erdgeschoss massiv, Obergeschoss Fachwerk, Giebel verschalt mit Holz – darunter Fachwerk, teilweise Natursteingewände (Porphyr), an Traufseite zur Straße Anbau mit Pultdach. | 08955217 |
| Direkt Bild zu diesem Denkmal hochladen | Häusleranwesen | Siedlung 7 (Karte)               | Um 1700 (eventuell ältere Bauteile)                                                         | Fachwerkbau mit teils sehr alter Konstruktion, Zeugnis der historischen Bebauung im einst eigenständigen Ortsteil Wilhelminenberg, bau- und heimatgeschichtliche Bedeutung. Erdgeschoss massiv, zum Teil Porphyrgewände, Obergeschoss Fachwerk, Giebel kräftig verschiefert Fachwerk verändert, mehrfach überformt, älteste Teile möglicherweise 17. Jahrhundert. | 08955178 |
| Direkt Bild zu diesem Denkmal hochladen | Häuslerhaus | Siedlung 28 (Karte)              | 2. Hälfte 19. Jahrhundert                                                                   | Fachwerkbau, Zeugnis der historischen Bebauung im einst eigenständigen Ortsteil Wilhelminenberg, heimatgeschichtliche Bedeutung. Erdgeschoss zum Teil massiv, aber überwiegend Fachwerk, Obergeschoss Fachwerk, ein Giebel verschiefert, eine Giebelseite Fachwerk, Krüppelwalmdach, kleine Dachgaupe. | 08955176 |
| Direkt Bild zu diesem Denkmal hochladen | Häusleranwesen | Siedlung 30 (Karte)              | 2. Hälfte 19. Jahrhundert                                                                   | Fachwerkbau mit jüngerer Verkleidung, Zeugnis der historischen Bebauung im einst eigenständigen Ortsteil Wilhelminenberg, heimatgeschichtliche Bedeutung. Erdgeschoss massiv, Obergeschoss verkleidet – wahrscheinlich Fachwerk darunter, Krüppelwalmdach, Giebel verkleidet, Porphyrgewände. | 08955177 |
| Direkt Bild zu diesem Denkmal hochladen | Häusleranwesen | Talstraße 4 (Karte)              | Anfang 19. Jahrhundert                                                                      | Landschaftstypischer Fachwerkbau, Nordseite mit Anbau, ebenfalls in Fachwerk, Zeugnis der historischen Bebauung in dem 1875 nach Göritzhain eingemeindeten Ortsteil Wiederberg, heimatgeschichtlich von Bedeutung. - Häusleranwesen: Erdgeschoss massiv, Obergeschoss Fachwerk, Giebeldreieck holzverschalt - Anbau: Erdgeschoss massiv, Obergeschoss Fachwerk | 08955188 |
| Weitere Bilder                          | Straßenbrücke über die Chemnitz | Untere Hauptstraße (Karte)       | Ende 19. Jahrhundert                                                                        | Zweibogige ortsbildprägende Steinbrücke, verkehrsgeschichtliche Bedeutung. Bögen Porphyrmauerwerk, Brückenpfeiler Porphyr, halbrund vorspringend, Bogenzwickel verputzt, an einem Brückenende Bruchsteinmauerwerk – darin Segmentbogenöffnung, im Zuge der Hochwasserrevitalisierung saniert, Abdeckung Beton, Geländer erneuert. | 08955181 |
| Weitere Bilder                          | Ehemalige Kattundruckerei (ehemalige Bachmühle) | Untere Hauptstraße 5 (Karte)     | Bezeichnet mit 1765 (auf Wetterfahne)                                                       | Aus einer Mühle hervorgegangene Manufaktur (Kattundruckerei), zeitweise Pferdegut, früher Fabrikbau, stattlicher, schlossartiger Putzbau in spätbarocken Formen, Dachreiter mit Uhr, auf der Nordostseite durch Seitenflügel Hofsituation, straßenbildprägende Lage, bau-, industrie- und ortsgeschichtliche Bedeutung. Dreigeschossiger Baukubus, Erdgeschoss und erstes Obergeschoss Rechteckfenster, zweites Obergeschoss kleinere Segmentbogenfenster, Mansarddach abgewalmt, Dachgaupen, Türmchen mit Uhr, Porphyrgewände, im Giebel Segmentbogenfenster und Rechteckfenster, traufseitig zwei Längsanbauten mit Walmdächern, der eine Anbau im Obergeschoss verkleidet, wahrscheinlich darunter Fachwerk – am anderen Anbau zum Teil auch, Längsanbauten sind Wirtschaftsgebäude, ehemaliges Gutshaus mit Biberschwanzdeckung. | 08955179 |
| Weitere Bilder                          | Portalrahmung des ehemaligen Gasthofs Goldener Stern | Untere Hauptstraße 8 (Karte)     | Bezeichnet mit 1801                                                                         | Porphyrtuff, Stichbogenportal mit datiertem Schlussstein, ortsgeschichtliche Bedeutung. Ehemals Baukomplex von großer baugeschichtlicher, ortsgeschichtlicher sowie ortsbildprägender Bedeutung. - Gasthof: Erdgeschoss massiv, Porphyrgewände, Obergeschoss verkleidet – darunter wahrscheinlich Fachwerk, Giebel verschiefert, Krüppelwalmdach mit Dachgaupen - Anbau am Gasthof: Erdgeschoss massiv, Obergeschoss verschiefert, Mansarddach mit Gaupen und Biberschwanzgaupe - Nebengebäude: Erdgeschoss Laubengang 6jochig massiv, Bögen mit Schlusssteinen, Obergeschoss verkleidet, darunter wahrscheinlich Fachwerk, Walmdach mit verkleideten Gaupen - Nebengebäude: Fachwerk verputzt, Ausfachung Ziegel, Satteldach, Giebel oben verkleidet, Wohnhaus und Anbau mit Biberschwanzdeckung Gasthof 2011 abgerissen. | 08955180 |
|                                         | Häuslerhaus | Wiederberg 2 (Karte)             | Ende 19. Jahrhundert                                                                        | Sichtbar an der Straße gelegen von städtebaulicher sowie baugeschichtlicher Bedeutung. Erdgeschoss massiv, Obergeschoss Fachwerk, Giebel im Obergeschoss und Dachgeschoss verkleidet, hintere Traufseite Holzverkleidung. | 08955186 |
| Direkt Bild zu diesem Denkmal hochladen | Wohnhaus, Seitengebäude und Scheune eines Bauernhofes (Dreiseithof) | Wiederberg 3 (Karte)             | Mitte 19. Jahrhundert                                                                       | Zeittypische ländliche Wohn- und Wirtschaftsgebäude von baugeschichtlichem Wert. - Wohnhaus: Erdgeschoss massiv, Obergeschoss verschiefert, Porphyrgewände, Giebel im Obergeschoss verschiefert - Nebengebäude: massiv - Nebengebäude (Scheune): Holzverkleidung und Schiefergiebel | 08955187 |

## Himmelhartha
| Bild                                    | Bezeichnung                                                                 | Lage                      | Datierung                                                   | Beschreibung | ID       |
| --------------------------------------- | --------------------------------------------------------------------------- | ------------------------- | ----------------------------------------------------------- | --- | -------- |
| Direkt Bild zu diesem Denkmal hochladen | Häuslerhaus                                                                 | Corbaer Straße 9 (Karte)  | 1. Hälfte 19. Jahrhundert                                   | Landschaftstypischer Fachwerkbau, zugewandter Giebel massiv, heimatgeschichtlich von Bedeutung. Obergeschoss Fachwerk, Giebel massiv, einige originale Fenster. | 08955253 |
| Direkt Bild zu diesem Denkmal hochladen | Wohnstallhaus, Scheune, zwei Seitengebäude und Torbogen eines Vierseithofes | Göhrener Straße 6 (Karte) | Um 1820 (Wohnstallhaus); bezeichnet mit 1822 (Schlussstein) | Landschaftstypische Hofanlage in vorwiegender Fachwerkbauweise, bau- und heimatgeschichtlich von Bedeutung. - Wohnstallhaus: Obergeschoss Fachwerk, Dachüberstand, Giebel massiv - Scheune: massiv mit Fachwerk-Drempel - die Nebengebäude (Stallscheunen): mit Porphyrgewänden im Erdgeschoss, Obergeschoss Fachwerk – teils originale Fenster, Biberschwanzdeckung und Falzziegel, Giebel verkleidet - Torbogen mit Dächlein, verputzt | 08955252 |

## Rochsburg
| Bild                                    | Bezeichnung | Lage                                                         | Datierung | Beschreibung | ID       |
| --------------------------------------- | --- | ------------------------------------------------------------ | --- | --- | -------- |
|                                         | Denkmalschutzgebiet Ortslage Rochsburg (Vorschlag) | (Ortslage) (Karte)                                           | Ab 15. Jahrhundert | Denkmalschutzgebiet Ortslage Rochsburg (Vorschlag) | 09247639 |
| Direkt Bild zu diesem Denkmal hochladen | Eisenbahndamm (Einzeldenkmal der Sachgesamtheit 09306144) | (Flurstück 234/9) (Karte)                                    | 1875 | Einzeldenkmal der Sachgesamtheit Muldentalbahn; hochliegendes Gleisbett der Muldentalbahn mit Böschungsmauer zum Prallhang der Mulde zwischen Bahnkilometer 23, 6 und 23,8, exponierte Lage, eisenbahn- und verkehrsgeschichtlich von Bedeutung. Pflasterböschung aus bossiertem Bruchsteinmauerwerk. | 09306143 |
| Weitere Bilder                          | Eisenbahntunnel (Einzeldenkmal der Sachgesamtheit 09306144) | (Flurstücke 21, 223, 233, 234/1, 274, 275, 278, 282) (Karte) | 1875 | Einzeldenkmal der Sachgesamtheit Muldentalbahn; zwei Portale des durch den Rochsburger Schloßberg führenden Tunnels, einziger Kunstbau dieser Art an der Eisenbahnstrecke Glauchau–Wurzen (Muldentalbahn), km 24,9–25,25, eisenbahn- und verkehrsgeschichtlich von Bedeutung. Tunnelportale aus polygonalem Bruchsteinmauerwerk, Rundbogen mit Sandstein gefasst, Südportal gegenüber dem Nordportal mit Sandsteinquader-Lisenen und Attika aufwendig gestaltet, nördliche Stützmauer am Südportal und Tunnelröhre im Rahmen der Sanierung zur statischen Sicherung gegen Gebirgsdruck mit Beton überzogen, Tunnel ursprünglich für zweigleisigen Betrieb vorgesehen, Länge 286 m. | 09306146 |
| Direkt Bild zu diesem Denkmal hochladen | Eisenbahnbrücke (Einzeldenkmal der Sachgesamtheit 09306144) | (Flurstücke 233, 399) (Karte)                                | 1875 | Einzeldenkmal der Sachgesamtheit Muldentalbahn; parallelgurtige gekrümmte Stahlbalkenbrücke der Bahnstrecke Glauchau–Wurzen (Muldentalbahn) nördlich des Rochsburger Tunnels über die Mulde, als Vollwandträger in Nietkonstruktion ausgeführt und auf drei Stützpfeilern aufliegend, eisenbahngeschichtlich, landschaftsgestaltend und technikgeschichtlich von Bedeutung. Stützpfeiler und Auflager Polygonalmauerwerk, Bruchsteinpfeiler durch Bänder aus Quadern horizontal gegliedert, ursprüngliche parallelgurtige Fachwerkträger vermutlich um 1930 gegen Vollwandträger ersetzt. | 09306148 |
| Direkt Bild zu diesem Denkmal hochladen | Wohnhaus | Am Wald 6 (Karte)                                            | Um 1750 | Regionaltypischer Fachwerkbau, ehemals mit Umgebindekonstruktion, bau- und heimatgeschichtliche Bedeutung. Gut erhaltenes Fachwerkobergeschoss, Blattsassen, Denkmalwert liegt im wissenschaftlichen Wert, ortsbildprägende Bedeutung, Erdgeschoss massiv unterfahren mit zu großen Fenstern, kleines eingeschossiges Vorhaus an Traufseite, strebenreiches Fachwerk, vermutlich 18. Jahrhundert, Satteldach, Giebeldreieck und Fachwerkobergeschoss jeweils vorspringend, Balkenköpfe Deckenbalken Erdgeschoss vorkragend, Rähm Erdgeschoss mit Blattsassen, Hinweis Umgebinde, Schwelle halbrund abgefast. | 09236467 |
| Weitere Bilder                          | Sachgesamtheitsbestandteil der Sachgesamtheit Muldentalbahn, Teilabschnitt im Ortsteil Rochsburg mit den Einzeldenkmalen: Eisenbahndamm (siehe 09306143), Tunnel Rochsburg (siehe 09306146), Eisenbahnbrücke Zwickauer Mulde (siehe 09306148) sowie den Sachgesamtheitsteilen: Bahnhof Rochsburg, Bahnkörper, Kilometrierung, Signalanlagen (siehe auch Sachgesamtheit 09306181)                                                                                                | Bahnhofstraße (Karte)                                        | 1875 (Empfangsgebäude); um 1880 (Bahnwärterhaus) | Sachgesamtheit mit allen Bahnanlagen, darunter Gleisanlagen mit Unter- und Oberbau, Streckenkilometrierung, Fernmelde- und Signalanlagen, Bahnstationen einschließlich aller Funktionsbauten, Wärterhäuschen, Brücken und Durchlässen in den Gemeinden Glauchau (Ortsteile Glauchau, Kleinbernsdorf, Reinholdshain, Niederlungwitz), Limbach-Oberfrohna (Ortsteile Wolkenburg-Kaufungen, Herrndorf, Uhlsdorf), Remse (Ortsteil Remse), Waldenburg (Ortsteile Niederwinkel, Oberwinkel, Waldenburg), Lunzenau (Ortsteile Lunzenau, Berthelsdorf, Cossen, Rochsburg, Göritzhain), Penig (Ortsteile Markersdorf, Penig, Amerika, Arnsdorf, Thierbach, Zinnberg), Rochlitz, Stadt (Ortsteile Penna, Rochlitz, Zaßnitz), Seelitz (Ortsteile Fischheim, Seelitz, Biesern, Steudten), Colditz (Ortsteile Colditz, Lastau, Möseln, Sermuth, Zschetzsch), Grimma (Ortsteil Großbothen), für die Industrieentwicklung des Muldentals wichtige und landschaftsbildende prägende ormalspurbahn, wirtschaftsgeschichtlich, eisenbahngeschichtlich, landschaftsgestaltend sowie regionalgeschichtlich von Bedeutung. | 09306144 |
| Weitere Bilder                          | Kirche und Alter Kirchhof Rochsburg (Sachgesamtheit) | Bahnhofstraße (Karte)                                        | 2. Hälfte 12. Jahrhundert | Sachgesamtheit Kirche und Alter Kirchhof Rochsburg, mit folgenden Einzeldenkmalen: Kirche, zwei Grabmale, eine Grabplatte und Kriegerdenkmal für die Gefallenen des Ersten Weltkrieges (siehe 09236460) sowie Kirchhof mit Einfriedungsmauer und drei Solitärbäume vor dem Kirchhof als Sachgesamtheitsteile; von kirchengeschichtlicher und regionalhistorischer Bedeutung. - Einfriedung: sanierte und auf der Innenseite verputzte Einfriedungsmauer (zum Teil saniert) aus Bruchsteinmauerwerk, Nordwesttor mit zwei Torpfeilern aus Porphyr mit Sockel und Aufsatz und Kopie der beiden schmiedeeisernen Torflügel (Originale stehen an die Mauer gelehnt neben dem Tor), Ost-Pforte mit zwei Pfeilern aus Porphyr, Südwestpforte zum Pfarrhof mit zwei Pfeilern aus Porphyr und Holztür - Bodenrelief: leicht erhöhte Plateaufläche, Einfriedungsmauer zum Teil als Stützmauer - Gehölze: vor dem Nordwesttor außerhalb des Kirchhofs Solitärbäume (Stieleiche, Linde), auf dem Kirchhof Koniferen (Lebensbaum, Scheinzypresse, Eibe) und Strauchgruppe (Rhododendron) | 09300262 |
| Weitere Bilder                          | Kirche mit Ausstattung, zwei Grabmale, eine Grabplatte und Kriegerdenkmal für die Gefallenen des Ersten Weltkrieges (Einzeldenkmale der Sachgesamtheit 09300262) | Bahnhofstraße (Karte)                                        | 2. Hälfte 12. Jahrhundert (Kirche); bezeichnet mit 1714 (Altar); 19. Jahrhundert (Grabmal Gottlieb ...); 1861 (Grabmal C. G. Popp); 1961 (Grabplatte Pfarrer M. Führer) | Einzeldenkmale der Sachgesamtheit Kirche und Alter Kirchhof Rochsburg; von baugeschichtlicher, baukünstlerischer, kirchengeschichtlicher und regionalhistorischer Bedeutung. - Kirche: Saalbau mit eingezogenem Chor und 1/2 kr. Apsis, Westseite großes Säulenportal, verwandt mit Vorhalle Wechselburger Stiftskirche, Beschreibung siehe Dehio S. 353, Dachreiter mit spitzem Helm - Grabmal des Revierförsters Christian Gottreich Popp, gest. 1861: Eisenkreuz mit Lorbeerkranz - Grabmal Gottlieb …: Sandsteinkubus mit verwitterter Inschrift, darauf kniender Engel auf Kissen, 19. Jahrhundert - Sandsteingrabplatte für Pfarrer Max Führer, gest. 1960 - Kriegerdenkmal (drei Gedenktafeln) für die Gefallenen des Ersten Weltkrieges an der südlichen Langhauswand | 09236460 |
| Direkt Bild zu diesem Denkmal hochladen | Scheune einer ehemaligen Kirchschule | Bahnhofstraße 12 (Karte)                                     | Um 1800 | Wichtig für Ortsbild durch Lage in Nähe der Kirche. Eine Seite Fachwerk mit Streben, Satteldach, kleiner an Friedhofsmauer lehnender Bau, dort Bruchstein, wichtig für Ortsbild durch Angrenzen an Friedhof. | 09236461 |
| Direkt Bild zu diesem Denkmal hochladen | Pfarrhaus, Nebengebäude, zwei Scheunen, Pfarrgarten, Obstwiese und Ziehbrunnen eines Pfarrhofes | Bahnhofstraße 13 (Karte)                                     | Um 1800 | Stattliches Pfarrhaus in spätbarocken Formen, Erdgeschoss mit Porphyrtuffgliederungen, Obergeschoss verputztes Fachwerk, übrige Gebäude massiv teils in Bruchstein-, teils in Ziegelmauerwerk, durch Geschlossenheit und Authentizität besonders wirkungsvolle Anlage dieser Art, orts-, kirchen- und baugeschichtliche Bedeutung. - Pfarrhaus: Erdgeschoss Bruchsteinmauerwerk, Fenstergewände Porphyr mit einem Falz, Fensterläden teilweise erhalten, Stichbogenportal mit Schlussstein, regelmäßiges Fachwerk im Obergeschoss, Gefache teilweise Ziegelmauerwerk, Krüppelwalmdach mit in zwei Reihen angeordneten Fledermausluken, schöne zweiflüglige Haustür mit Oberlicht, Giebel massiv, Gartenseite mit Porphyrfreitreppe - Garten: Reste der Porphyrzaunspfeiler, Hainbuchenrondell, Obstwiese, westliche Ecke der Obstwiese Kastanie - Ziehbrunnen (westlich des Pfarrhauses): Holzkonstruktion, überdacht, Holzzahnrad, geschweiftes Walmdach - Scheune (Westseite): rechtwinklig zu Pfarrhaus, massiv, Ziegelmauerwerk und Bruchsteinmauerwerk, großes Holztor, Krüppelwalm- und Satteldach, Stichbogenportal, Ostseite: Scheune: massiv, Bruchsteinmauerwerk im Sockelmauerwerk, ansonsten Ziegelmauerwerk, Schlitzfenster, Satteldach, Holztor, Stichbogenportal, kleine Holztür - 2. Wohnhaus: zweigeschossig, Erdgeschoss Bruchstein, ursprünglich Fachwerk-Obergeschoss, heute Ziegelmauerwerk verputzt, zwei Stichbogenportale, Holzbrettertüren, Stallfenster, Fledermausluken, zweireihig angeordnet, großes Krüppelwalmdach, zwischen diesem und Wohnhaus kleiner Zwischenbau mit Stichbogenportal, Bruchstein, auf Dach Biberschwanzdeckung mit kielbogenartigem Zuschnitt - Pfarrhof: zwei Linden an der Kirchhofmauer - Zufahrt: westlich des Kirchhofs - Toreinfahrt: Torpfeiler Bruchstein sowie Tor | 09236459 |
| Direkt Bild zu diesem Denkmal hochladen | Wohnhaus mit Nebengebäude und Schuppen, wohl ehemalige Kirchschule | Bahnhofstraße 14, 15 (Karte)                                 | Bezeichnet mit 1856 (Wohnhaus); 1877 (Nebengebäude) | Putzbauten mit Porphyrtuffgliederungen, im Zusammenhang mit Kirche und Pfarrhof ortsbildprägende Wirkung, bau- und ortsgeschichtliche Bedeutung. - Wohnhaus: zweigeschossig, fünfachsig, Putzbau, Hauseingang in der Mitte der Traufseite, Portalgewände mit waagerechtem Gebälk aus Rochlitzer Porphyr, Fenstergewände im Erdgeschoss nicht erhalten, Fenstergewände im Obergeschoss Rochlitzer Porphyrtuff, Satteldach mit Biberschwanzdoppeldeckung, vor dem Haus Reste einer Flusskieselpflasterung - Nebengebäude: zweigeschossig, dreiachsig, Putzbau, Fenstergewände Rochlitzer Porphyrtuff, Erdgeschoss Rechteckfenster, Obergeschoss Segmentbogenfenster, Hauseingang Giebelseite mit Türportal aus Rochlitzer Porphyrtuff, dort bezeichnet mit „G.Mai.1877“, originale zweiflügelige Haustür, Satteldach mit Pfalzziegeldeckung - Schuppen: eingeschossiger Putzbau, Satteldach, mehrere Brettertüren, Türöffnungen durch Putzfaschen betont, im Gebäude u. a. Trockentoiletten | 09247808 |
| Direkt Bild zu diesem Denkmal hochladen | Häuslerhaus und Fachwerkschuppen | Bergstraße 3 (Karte)                                         | Um 1700 | Landschaftstypisches, sehr altes Fachwerkwohnhaus in gutem Originalzustand. - Häuslerhaus: wissenschaftlicher Wert aufgrund des hohen Alters, bauhistorisch interessant, barocke Türen im Inneren - Schuppen: Fachwerk, teilweise massiv ersetzt, Satteldach, schöne Giebelseite als Schauseite | 09236455 |
| Direkt Bild zu diesem Denkmal hochladen | Fabrikantenvilla, Bedienstetenwohnhaus, Villengarten mit Resten des Gewächshauses und Pavillon sowie Obstgarten | Fabrikstraße 4 (Karte)                                       | 1904 (Fabrikantenvilla); 1907 (Bedienstetenwohnhaus) | Ehemalige Villa des Papierfabrikanten Braun, qualitätvolles Bauensemble mit zeittypischen Gestaltungselementen in sehr gutem Originalzustand von baukünstlerischer, ortsgeschichtlicher, gartenkünstlerischer und gartenhistorischer Bedeutung | 09236458 |
| Direkt Bild zu diesem Denkmal hochladen | Wohnhaus | Kellerberg 2 (Karte)                                         | 1828 | Putzbau mit Porphyrtuffgliederungen, ehemaliges herrschaftliches Waschhaus, ursprünglich Fronfeste, bau- und ortsgeschichtliche Bedeutung. Laut der Inschrift über der Tür „Herrschaftliches Waschhaus 1828“ vermutlich im genannten Jahr erbaut. Überliefert ist neben der Nutzung als „Herrschaftliches Waschhaus“ auch die Nutzung als Fronfeste. Spätere Nutzung als Wohnhaus. Zweigeschossiger verputzter Massivbau mit Porphyrfenster- und -türgewänden, einfache Fenstergewände mit einem Falz, Abschluss durch hohes und steiles Krüppelwalmdach. Durch die unmittelbare Lage an der Mulde oft von Hochwasser betroffen. Die Hochwassermarken am Türstock von 1858, 1954 und 1974 belegen dies eindrucksvoll. Durch seine dominante Lage prägt das Gebäude maßgeblich das Ortsbild. Durch die Nutzungsgeschichte erlangt das Haus zugleich ortsgeschichtliche Bedeutung und auf Grund seiner Authentizität und seiner besonders typischen Ausprägung auch baugeschichtliche Bedeutung. | 09236465 |
|                                         | Neuer Friedhof Rochsburg (Sachgesamtheit) | Schloßstraße (Karte)                                         | 18. Jahrhundert | Sachgesamtheit Neuer Friedhof Rochsburg mit folgenden Einzeldenkmalen: Friedhofsgestaltung, Gedenkstein mit Kreuz 1872, Erbbegräbnis für den Papierfabrikanten Johann Christian Braun (1829–1903), Grabmal für den im Ersten Weltkrieg gefallenen Christian Heinrich Walter Braun (verst. 1916), Grabstätte Familie Unger, Grabmal Karl Hartzendorf, Erbbegräbnis Familie Uhlig (1950), Erbbegräbnis Familie Weber (um 1930) und Einfriedungsmauer (siehe 09302234) sowie den Sachgesamtheitsteilen: Friedhofskapelle, Leichenhalle und einer Reihe von Erbbegräbnissen entlang der Westgrenze des Friedhofes; landschaftsprägendes Ensemble von regionalgeschichtlicher bzw. künstlerischer Bedeutung. - Gärtnerische Friedhofsgestaltung (Gartendenkmal): - Bodenrelief: die Kapelle steht ca. in der Mitte des Friedhofs am höchsten Punkt, das Gelände fällt von hier sowohl nach Norden als auch nach Süden leicht ab - Erschließung: nördlicher Zugangsweg und Vorplatz im Norden des Friedhofs, auf dem Friedhof orthogonales Wegesystem mit drei Ost-West-Wegeachsen und drei Nord-Süd-Wegeachsen - Gehölze: Allee am nördlichen Zugangsweg (vier Linden), auf der Fläche außerhalb der nördlichen Einfriedungsmauer eine Linde und mehrere Stubben ehemaliger Linden, zwischen diesen Reste einer Hecke (Liguster), an der Nordostecke außerhalb des Friedhofs ein Solitärbaum (mehrstämmige Linde), an der westlichen Nord-Süd-Wegeachse eine Baumreihe (12 Linden), an der mittleren Ost-West-Wegeachse eine Baumreihe (drei Linden), im Nordosten der Kapelle ein Solitärbaum (Linde) - Blickbeziehung: nach Osten zum Kirchturm der Rochsburger Pfarrkirche, nach Südosten zum Schloss Rochsburg - Sachgesamtheitsteile: - Verschiedene Erbbegräbnisse: Architekturelemente, teilweise Porphyr, teilweise originale Einfriedung, zum Teil einfache Gestaltung, aber Ensemblewirkung wichtig, Lindenallee bei Erbbegräbnissen, Südwesten - Leichenhalle in der Nordostecke des Friedhofs - Friedhofskapelle: Kapelle in der Mitte des Friedhofs (erneuert 2005, Weihe am 20. September 2005) | 09236456 |
| Direkt Bild zu diesem Denkmal hochladen | Friedhofsgestaltung, Gedenkstein mit Kreuz 1872, Erbbegräbnis für den Papierfabrikanten Johann Christian Braun (1829–1903), Grabmal für den im Ersten Weltkrieg gefallenen Christian Heinrich Walter Braun (verst. 1916), Grabstätte Familie Unger, Grabmal Karl Hartzendorf, Erbbegräbnis Familie Uhlig (1950), Erbbegräbnis Familie Weber (um 1930) und Einfriedungsmauer (Einzeldenkmale der Sachgesamtheit 09236456)                                                        | Schloßstraße (Karte)                                         | 1872 (Kriegerdenkmal); um 1900 (Grabmal Unger); 1903 (Erbbegräbnis Papierfabrikant Braun); 1916 (Grabmal Christian Heinrich Walter Braun);                              | Einzeldenkmale der Sachgesamtheit Neuer Friedhof; landschaftsprägendes Ensemble von regionalgeschichtlicher bzw. künstlerischer Bedeutung. - Grabmäler: - Erbbegräbnis Fabrikant Braun: zeittypisch, Architekturelemente, segnender Christus gerahmt von Säulen und Dreieckgiebel (Ädikula), Vasen, schmiedeeiserner Zaun mit Jugendstilverzierungen (pflanzliche Motive) – Blätter und Äste - Grabstätte Unger: Marmorstatue, weibliche Figur von Blumen bekrönt mit weitschwingendem Gewand - Grabmal Hartzendorf: kannelierte Säulen und Rundbogen, Einfassung für Urne und Inschrifttafel, Porphyr, in Landschaftsraum gestellte Architektur, die die umgebende Landschaft einbezieht, durch den Bogen wird die Rochsburg und umgebende Waldlandschaft bildartig eingerahmt - Erbbegräbnis Familie Uhlig: vermutlich 1950, Grabwand mit Darstellung des Sämanns, Rochlitzer Porphyr - Erbbegräbnis Familie Weber: um 1930, Grabwand mit Pflanzschalen, Steinblumen, Steinkreuz, Rochlitzer Porphyrtuff - Gedenkstein für die Gefallenen des Krieges 1870/71 - im Nordosten der Kapelle in der Nord-Süd-Wegeachse Steinkreuz mit der Inschrift „Gelobt seist Du o Christus“ auf Steinsockel, Steinsockel mit der Inschrift „Mit diesem Kreuze und dem / Eingangsthor ist der Gottes- / acker geschmückt von dem / Erlauchten Herrn Grafen / Friedrich v. Schönburg / Ao. 1872 Die dankbare Kirchgemeinde“ - Einfriedung: an der West-Grenze Rückwände der Erbbegräbnisse, nördliche sanierte Einfriedungsmauer aus Bruchsteinmauerwerk, West-Tor mit zwei Pfeilern aus Porphyr und zwei schmiedeeisernen Torflügeln, östliche und südliche Einfriedungshecke (Weißdorn) | 09302234 |
| Weitere Bilder                          | Rochsburg (Sachgesamtheit) | Schloßstraße 1 (Karte)                                       | 1470–1482 | Sachgesamtheit Rochsburg mit folgenden Einzeldenkmalen: Schlossanlage, bestehend aus Vierflügelbau mit Bergfried, Wendelstein, St. Annen-Kapelle, Brunnenhaus im Hof und Vorburg als dreieckigem Wirtschaftshof mit Pulverturm, dazu Befestigungsanlagen (Wallgraben, Zwinger, Wehrgang und Torrondell), Gärten im Nordzwinger und Wirtschaftshof, Zufahrt mit Brücke, Pflasterung sowie dem nordöstlich der Schlossanlage stehenden Lusthaus mit Kastanienreihe und Stützmauer(siehe 09236464), außerdem Burgberg als Sachgesamtheitsteil; ursprünglich mindestens seit dem späten 12. Jahrhundert bestehende Burganlage auf Geländesporn über linkem Ufer der Zwickauer Mulde, Ende des 15. Jahrhunderts unter Mitwirkung Arnolds von Westfalen Umbau zu Wohnschloss, heutige Gestalt vor allem durch Wiederaufbau in der Mitte des 16. Jahrhunderts unter Wolf II. von Schönburg geprägt, einer der bedeutendsten und prägnantesten sächsischen Feudalsitze, insbesondere durch die Verbindung zu Arnold von Westfalen und der Besitzerfamilie von Schönburg herausragende Bedeutung für die sächsische Kunst- und Landesgeschichte, zudem von hohem städtebaulichen (ortsbildprägenden) und landschaftgestaltenden Wert | 09307167 |
| Weitere Bilder                          | Schlossanlage, bestehend aus Vierflügelbau mit Bergfried, Wendelstein, St. Annen-Kapelle, Brunnenhaus im Hof und Vorburg als dreieckigem Wirtschaftshof mit Pulverturm, dazu Befestigungsanlagen (Wallgraben, Zwinger, Wehrgang und Torrondell), Gärten im Nordzwinger und Wirtschaftshof, Zufahrt mit Brücke, Pflasterung sowie dem östlich der Schlossanlage stehenden Lusthaus mit Stützmauer und Kastanienreihe und Stützmauer (Einzeldenkmale der Sachgesamtheit 09307167) | Schloßstraße 1 (Karte)                                       | Ende 15. Jahrhundert (Wirtschaftshof); um 1500 (Burgkapelle und Wehrgang); 16. Jahrhundert (Lusthaus)                                                                   | Einzeldenkmale der Sachgesamtheit Rochsburg; ursprünglich mindestens seit dem späten 12. Jahrhundert bestehende Burganlage auf Geländesporn über linkem Ufer der Zwickauer Mulde, Ende des 15. Jahrhunderts unter Mitwirkung Arnolds von Westfalen Umbau zu Wohnschloss, heutige Gestalt vor allem durch Wiederaufbau in der Mitte des 16. Jahrhunderts unter Wolf II. von Schönburg geprägt, einer der bedeutendsten und prägnantesten sächsischen Feudalsitze, insbesondere durch die Verbindung zu Arnold von Westfalen und der Besitzerfamilie von Schönburg herausragende Bedeutung für die sächsische Kunst- und Landesgeschichte, zudem von hohem städtebaulichen (ortsbildprägenden) und landschaftsgestaltenden Wert | 09236464 |
| Direkt Bild zu diesem Denkmal hochladen | Ehemaliges Forsthaus, heute Wohnhaus, mit Nebengebäude, Resten der Einfriedung mit Torbogen und Mauerresten | Schloßstraße 3 (Karte)                                       | Im Kern 16. Jahrhundert | Im Kern Renaissance-Bau, durch barocken Umbau prägend überformt, Putzfassade mit Porphyrtuffelementen, bau- und ortsgeschichtlich von Bedeutung. - Forsthaus: zurückgehend auf Renaissance-Vorgängerbau unter Einbeziehung alter Mauerreste sowie Türportal (heute im Inneren) und eiserner Tür, dort Kreuzgratgewölbe im Erdgeschoss, zweigeschossiger massiver Bau, Fenstergewände ein Falz, Porphyr bemalt, Putzbau, Hirschkopf am Gebäude, Hauseingang Hoftraufseite, Walmdach, acht Achsen Traufseite, giebelseitige Anbauten über zwei Geschosse, ähnliche Gestaltung, an Gartentraufseite eingeschossiger massiver Anbau, im Inneren Reste alter Baukörper, Kreuzgratgewölbe flach und mit stark ansteigenden Kappen, barocke Zimmertüren erhalten, liegender Dachstuhl, barock, wesentlicher Baubestand aus 18. Jahrhundert - anschließend Einfriedungsmauer mit Torbogen, Tor mit barocken Beschlägen, Bruchstein - Schuppen: Fachwerk, teilweise Verblattungen als Holzverbindungen, um 1700, überformt | 09236463 |
| Direkt Bild zu diesem Denkmal hochladen | Villa mit Einfriedung und Gartenlaube | Schloßstraße 15 (Karte)                                      | 1902 | Malerischer Villenbau in späthistoristischen Formen mit Jugendstilanklängen, Klinkerfassaden, Steingliederungen, Ziergespärre und Blendfachwerk, Südecke durch Turmerker betont, historische Gartenlaube mit Pyramidendach und Laterne, ortsentwicklungs- und baugeschichtliche Bedeutung. - Villa: erbaut von Max Wolf, Kaufmann in Zwickau (Bauherr), zweigeschossiger Klinkerbau mit Turm, unregelmäßiger Grundriss, oranger Klinker, Sockel Polygonmauerwerk Porphyr mit Bossenquaderung an Ecken, Fenstergewände vermutl. Beton sowie Gesimse, Krüppelwalmdächer, Schwebegiebel, verzierte Köpfe der Pfetten, schöne originale Haustür mit Oberlicht, zweiflüglig, Fachwerkturm mit Welscher Haube, Kupferdeckung - Gartenlaube: Klinker mit Fachwerk, Walmdach mit Laterne, Zaun nur teilweise erhalten - Denkmalwert: künstlerischer Wert, wissenschaftlicher Wert, landschaftsgestaltende Bedeutung durch dominante Lage mit vielfältigen Blickbeziehungen von allen Seiten des Ortes | 09236462 |
|                                         | Ehemalige Villa mit Resten der Einfriedung (Blindenerholungsheim Rochsburg) | Schloßstraße 17 (Karte)                                      | 1898 | Malerischer Villenbau im Landhausstil um 1900, Porphyrtuff- und Klinkergliederungen, Obergeschoss mit Holzverkleidung, seit 1952 Erholungsheim, ortsentwicklungs- und baugeschichtliche Bedeutung. - Villa: unregelmäßiger Grundriss, eingeschossig, Drempelgeschoss, Krüppelwalmdächer, Erdgeschoss massiv mit Porphyrarchitekturgliederung, Eingangsbereich mit gedrungenen Säulen, Porphyr auch Fensterbekrönungen sowie Sohlbänke, Drempelgeschoss Fachwerk mit falscher nachträglicher Verbretterung, vorstehende Balkenköpfe, originale Haustür, zweiflüglig mit Vergitterung, Oberlicht, originale Fenster, Sockel Porphyrverkleidung - Einfriedung: Zaunpfeiler Porphyr - Denkmalwert: künstlerische Bedeutung, wissenschaftlicher Wert als zeittypischer Villenbau in gutem Originalzustand, ortsbildprägende Bedeutung durch dominante Lage, Holzveranda | 09236457 |
| Direkt Bild zu diesem Denkmal hochladen | Kinderfreizeitstätte „Waldhaus“, ehemalige Villa | Tränkgrundstraße 1 (Karte)                                   | 1930 | Sommerhaus des Fabrikanten Voge, burgartige, dem Heimatstil verpflichtete Villenanlage in guter architektonischer Qualität mit reicher originaler Innenausstattung in gutem Zustand. Burgartige winklige Anlage mit Turm und Tordurchgang, Bruchstein und originaler Putz, spitzbogig, Türen mit Klinkereinrahmung, Schieferdeckung, Kupferspitzen, Saal mit Holzbalkendecke und Kamin, Speisezimmer mit neogotischen Elementen, Reste der originalen Innenausstattg. z. B. Uhren, Wandverkleidungen, Holztäfelung, Öfen, originale Zimmertüren, Bleiglasfenster, Reste der Waschräume, Treppen original, im Waldpark gelegene Anlage in unverändertem Zustand, erbaut vom Fabrikantensohn Hans Vogel. Denkmalwert: architektonische Qualität, wissenschaftlicher Wert als Architekturbeispiel Villenbauten der 1930er Jahre. | 09236454 |

## Ehemalige Kulturdenkmäler

### Ehemalige Kulturdenkmäler (Lunzenau)
| Bild                                    | Bezeichnung                        | Lage                          | Datierung | Beschreibung | ID       |
| --------------------------------------- | ---------------------------------- | ----------------------------- | --------- | --- | -------- |
| Direkt Bild zu diesem Denkmal hochladen | Wohnhaus in offener Bebauung       | Altenburger Straße 55 (Karte) | Um 1800   | 2009 oder 2010 abgerissen | 09236334 |
| Direkt Bild zu diesem Denkmal hochladen | Wohnhaus in geschlossener Bebauung | Am Ring 10 (Karte)            | Um 1800   | Mit Laden, städtebaulich bedeutsamer Putzbau. Zwischen 2009 und 2016 abgerissen. | 09236314 |
| Direkt Bild zu diesem Denkmal hochladen | Wohnhaus in geschlossener Bebauung | Mendelssohnplatz 2 (Karte)    | Um 1800   | Zeittypisches Fachwerkhaus von baugeschichtlichem Wert. Mansarddach, Fachwerk-Obergeschoss, Eckstreben, Erdgeschoss massiv, leicht verändert, wichtig für Platzbild. Zwischen 2017 und 2023 von der Denkmalliste gestrichen. | 09236346 |
| Direkt Bild zu diesem Denkmal hochladen | Wohnhaus in geschlossener Bebauung | Neugasse 4 (Karte)            | Um 1800   | Zeittypisches verputztes Fachwerkwohnhaus von bau- und stadtentwicklungsgeschichtlichem Wert, als Teil eines zeitgleich entstandenen Straßenzuges auch von städtebaulicher Bedeutung. Fachwerk-Obergeschoss verputzt, Erdgeschoss massiv, Reste Türportal, Satteldach, Teil einer geschlossenen Zeilenbebauung. Zwischen 2009 und 2016 abgerissen. | 09236324 |

### Ehemaliges Kulturdenkmal (Göritzhain)
| Bild                                    | Bezeichnung                                  | Lage                      | Datierung                 | Beschreibung | ID       |
| --------------------------------------- | -------------------------------------------- | ------------------------- | ------------------------- | --- | -------- |
| Direkt Bild zu diesem Denkmal hochladen | Wohnstallhaus eines ehemaligen Vierseithofes | Am Kindergarten 8 (Karte) | 1. Hälfte 19. Jahrhundert | Guter Originalzustand, Bestandteil der früheren Dorfstruktur. Erdgeschoss massiv, Porphyrgewände, Obergeschoss Fachwerk, Giebel im Obergeschoss verschiefert, Anbau an einer Traufseite. Zwischen 2010 und 2016 abgerissen. | 08955175 |

## Tabellenlegende
- Bild: Bild des Kulturdenkmals, ggf. zusätzlich mit einem Link zu weiteren Fotos des Kulturdenkmals im Medienarchiv Wikimedia Commons. Wenn man auf das Kamerasymbol klickt, können Fotos zu Kulturdenkmalen aus dieser Liste hochgeladen werden:
- Bezeichnung: Denkmalgeschützte Objekte und ggf. Bauwerksname des Kulturdenkmals
- Lage: Straßenname und Hausnummer oder Flurstücknummer des Kulturdenkmals. Die Grundsortierung der Liste erfolgt nach dieser Adresse. Der Link (Karte) führt zu verschiedenen Kartendiensten mit der Position des Kulturdenkmals. Fehlt dieser Link, wurden die Koordinaten noch nicht eingetragen. Sind diese bekannt, können sie über ein Tool mit einer Kartenansicht einfach nachgetragen werden. In dieser Kartenansicht sind Kulturdenkmale ohne Koordinaten mit einem roten bzw. orangen Marker dargestellt und können durch Verschieben auf die richtige Position in der Karte mit Koordinaten versehen werden. Kulturdenkmale ohne Bild sind an einem blauen bzw. roten Marker erkennbar.
- Datierung: Baubeginn, Fertigstellung, Datum der Erstnennung oder grobe zeitliche Einordnung entsprechend des Eintrags in der sächsischen Denkmaldatenbank
- Beschreibung: Kurzcharakteristik des Kulturdenkmals entsprechend des Eintrags in der sächsischen Denkmaldatenbank, ggf. ergänzt durch die dort nur selten veröffentlichten Erfassungstexte oder zusätzliche Informationen
- ID: Vom Landesamt für Denkmalpflege Sachsen vergebene, das Kulturdenkmal eindeutig identifizierende Objekt-Nummer. Der Link führt zum PDF-Denkmaldokument des Landesamtes für Denkmalpflege Sachsen. Bei ehemaligen Kulturdenkmalen können die Objektnummern unbekannt sein und deshalb fehlen bzw. die Links von aus der Datenbank entfernten Objektnummern ins Leere führen. Ein ggf. vorhandenes Icon  führt zu den Angaben des Kulturdenkmals bei Wikidata.

## Ausführliche Denkmaltexte
1. ↑  Sachgesamtheit Weberei und Papierfabrik Wilhelm Vogel:
  - Arbeitersiedlungen (Sachgesamtheit – keine Einzeldenkmale):
    - Ernst-Schneller-Straße 1, 3, 5, 7, 9, 11: zweigeschossig, Fachwerkfrontgiebel mit Leergespärre, Klinkerelemente, Putzfassade, schlichte Gestaltung, guter Originalzustand, Anbauten
    - Heinrich-Heine-Straße 1, 3, 5, 7, 9, 11, 13, 15, 17, 19, 21, 23, 25, 27: Mezzaningeschoss, drei Achsen, Klinkersockel, Klinkergesims, Fenster und Türen durch Klinkerbögen betont, Putzfassade, ockerfarbig, zusammengebaut, Haustüren immer nebeneinander, flachgeneigtes Satteldach, Nummer 17 als Kopfbau mit Schwebegiebel, zweigeschossig, Fachwerkelemente, Holzvorbau, gleiche Farbgebung, gleiche Gestaltungsprinzipien
    - Heinrich-Heine-Straße 29, 31, 33: ehemaliges Mädchenwohnheim, Fachwerkobergeschoss, verziert, Fachwerkfrontgiebel mit Leergespärre, Krüppelwalmdächer, Erdgeschoss massiv, Ziegelmauerwerk, Putz, Klinkerband, Werksteinsockel
    - Johannes-Strehle-Straße 1: Putzfassade, zweigeschossig, Leergespärre am Frontgiebel, Mittelrisalit, Werksteinsockel, Klinkerelemente als Gesims und Fensterbekrönung, sehr guter Originalzustand, Seitenrisalit, Balkons, Holz, verziert
    - Johannes-Strehle-Straße 2, 4, 6, 8, 10, 12, 14, 16, 18: Satteldach, Putzfassade, Klinkerelemente um Fenster, Sohlbänke, Sockelbereich, sehr guter Originalzustand, einheitliche Farbgebung
    - Parkstraße 4, 6, 8, 10, 12, 14, 16, 18, 20, 22: Klinkerelemente an Gesims, Sockel, Türumrahmung, Satteldach, Kniestock, guter Originalzustand

  - Siedlungsgrün (keine Gartendenkmale): Reihenhäuser mit angebauten Schuppen im Eingangsbereich und kleinen Vorgärten mit Holzlattenzäunen, Erschließungsstraßen, -wege und -treppen, Obstwiese am Hang, Stützmauern und Erdkeller, Wäschetrockenplatz
  - Weitere Sachgesamtheitsteile:
    - Villengarten der Villa Vogel (Parkstraße 24) – kein Gartendenkmal
    - Lage: Villa mit kleinem Hausgarten liegt im Westen des Heinrich-Heine-Parks und ist mit diesem durch eine Fußgängerbrücke verbunden
    - Gehölze: Solitärbaum (Eiche)
    - Gärtnerei: im Süden des Villengartens (Parkstraße 28) Gelände der ehemaligen Gärtnerei
    - Villa Friedheim mit Nebengebäude und Garten (Nebenanlage): qualitätvolle Fachwerkarchitektur, ausgefacht mit Klinkern, Sockel Bruchstein, Fensterumrahmung Holz, verziert, unregelmäßiger Grundriss, im Seitengebäude Taubenschlag, sehr gute Innenausstattung, Erker, verzierte Leergespärre, ursprünglich Sommerhaus

  - Heinrich-Heine-Park (Gartendenkmal):
    - Zum Park gehören folgende Flurstücksnummern: 156, 156/1, 156/2; ehemals Park des Fabrikanten Wilhelm Vogel und der Papierfabrik, Landschaftspark
    - Begrenzung: im Osten durch Mühlgraben und Mulde, im Westen durch einen Lattenzaun von der Parkstraße
    - Bodenrelief: im Osten zum Mühlgraben steile Böschung, im Uferbereich der Zwickauer Mulde stellenweise anstehender Fels und Böschungen, im Westen von Ost nach West ansteigender Hangbereich, landschaftliche Bodenmodellierung, zum Teil in das Relief eingeschnittenene Wege, im Uferbereich anstehender Fels durch Wege und Treppen erschlossen und als Aussichtsterrassen oder -plateaus genutzt, im Südosten ein zur Mulde hinabführender schluchtartiger Einschnitt
    - Erschließung: im Norden von der Stadt und Papierfabrik wie auch von der Siedlung, im Westen von der Parkstraße aus, im Westen über eine Fußgängerbrücke von der Villa Vogel (Parkstraße Nummer 24), im Süden von Wanderwegen aus, Wegesystem im Park mit geschwungen geführten Wegen (im Osten Weg an der Oberkante der Böschung des Mühlgrabens sowie unterer und oberer Uferweg an der Mulde, im Westen Wege am Hang, zum Teil in das Relief eingeschnittene weit im Bogen geführte Wege, im Südosten des Parks im tunnelartiger Durchgang (Grotte) durch ein Felsmassiv, ehemalige Anlegestelle an der Mulde unterhalb des Aussichtspunktes (b)
    - Parkräume: ein nördlicher Parkraum und ein südlicher Parkraum, zwischen diesen im Westen des Parks ein kleiner Parkraum mit Denkmal
    - Blickbeziehung:
      - Blickbezug in das Muldental von Aussichtspunkten im Osten des Parks
        - kleiner Aussichtsplatz an der Oberkante der Böschung des Mühlgrabens im Osten des nördlichen Parkraums
        - am Ufer der Mulde vor einer Felswand ein erhöht liegender Aussichtsplatz mit zwei Rampenwegen und einer künstlich aufgesetzten Terrasse
        - am Ufer der Mulde auf anstehendem Fels kleiner rechteckiger Aussichtsplatz
        - am Ufer der Mulde im Südosten des Parks auf einem Felsmassiv mit tunnelartigem Durchgang (Grotte) und in den Fels gehauenen Stufen oberes Plateau mit Linde von einer niedrigen Bruchsteinmauer umgeben

      - Blickbezug in den südlichen Parkraum von einem Bankplatz mit mehreren Bänken im Westen des Parks

    - Gehölze: an den Rändern der Parkräume in exponierter Stellung Baumgruppen von drei bis vier Bäumen derselben Art, im Nordosten des nördlichen Parkraums zwei Baumgruppen (Bergahorn und Eichen), am Aussichtsplatz (a) Baumgruppe (Roteichen), im Südosten des nördlichen Parkraumes Baumgruppe (Linden), im Südwesten des nördlichen Parkraums Baumgruppe (Rosskastanien und Silberahorn), an der Fußgängerbrücke parkseitig ein Solitärbaum (Eiche), im Südosten des südlichen Parkraums zwei Baumgruppen (Buchen und Eichen), im Westen des südlichen Parkraums Baumgruppe (Tulpenbäume), im Nordwesten des südlichen Parkraums Solitärbaum (Buche), auf dem Felsplateau (d) Solitärbaum (Linde), im Westen des Denkmalplatzes Baumgruppe (drei Lebensbäume), im Südwesten des Parks Baumreihe (drei Eichen), im Südwesten des Mühlgrabens am Uferweg Baumgruppe (Koniferen), am Ufer unterhalb des Aussichtsplatzes (b) Solitärbäume (Hainbuchen), am Ufer der Mulde Baumgruppen und Solitärbäume, im Westen und Südwesten des südlichen Parkraumes am Hangbereich waldähnliche Bestände (Eichen, Linden), auf der Insel zwischen Mühlgraben und Mulde Solitärbäume (Schwarzkiefern), an der Parkstraße im Norden des Parks oberhalb der Böschung des Mühlgrabens Baumreihe (Buchen)
    - Gartenbauten: Fußgängerbrücke aus Metallkonstruktion über die Parkstraße von der Vogelschen Villa zum Park, künstlich aufgesetzte Terrasse und Restabschnitte eines Geländers aus Metallkonstruktion am Aussichtspunkt (b), im Südosten des südlichen Parkraumes im anstehenden Fels unterhalb des Aussichtspunktes (d) Grotte (tunnelartiger Durchgang, am südlichen Eingang Inschrift „W. V. / 1878“)
    - Denkmal für die Opfer des Faschismus: Obelisk aus Porphyr auf Stufensockel mit der Inschrift „DEN TOTEN DER LORBEER DEN LEBENDEN DIE PFLICHT 1933–1945“ (durch umgestürzten Baum 2007 zerstört, danach restauriert durch Firma Albrecht Kästner)
    - Insel: zwischen Mühlgraben und Mulde, Baumbestand

Zur Sachgesamtheit gehören noch folgende Flurstücksnummern: 184/1, 184/2, 183/1, 176/2, 182/12, 183/2, 176/3, 182/2, 182/3, 182/4, 182/5, 182/6, 182/7, 182/8, 182/9, 182/10, 173, 509/1, 509/2.
2. ↑  Einzeldenkmale der Sachgesamtheit Weberei und Papierfabrik Wilhelm Vogel:
  - Fabrikgebäude (giebelständig an der Mulde): um 1836 errichtet, viergeschossig, massiv, verputzt, Krüppelwalmdach mit Pappdeckung, Turmaufbauten (Fahrstuhl?), Giebel: achtachsig, Traufseite 14-achsig, originale Fenstergliederung erhalten, ehemals Weberei und Papierfabrik (heute noch als Papierfabrik genutzt)
  - daran anschließend Reste der ehemaligen Weberei: massiv, verputzt, viergeschossig, Satteldach
  - Fabrikgebäude und giebelständigem Verbindungsbau (Altenburger Straße): massiv, verputzt, Porphyrgewände, Fenster im Verbindungsbau im ersten Obergeschoss originalgetreu, im Erdgeschoss verändert, im Fabrikgebäude Fenster im Erdgeschoss mehrfach untergliedert, im ersten Obergeschoss verändert, Wasserturm aufgesetzt, Bauart unbekannt, Holzverschalung
  - Schornsteinstumpf: roter Klinker, quadratischer Grundriss, Fries, eingebaut an Resten des Kesselhauses
  - Werkstattgebäude mit eingeschossigem Anbau, gelber Klinker, rote Klinkerbänder als Verzierung, dreigeschossig, Kragsteine am Traufgesims, originale Fenster, Klinkergesims, rückwärtig mehrere originale Türöffnungen, andere Tore nachträglich eingebracht, Türportal von 1782, umdatiert auf 1897, sehr guter Originalzustand, z. B. originale Fenster und Türen, Porphyrpolygonsockel
  - straßenseitiges Fabrikgebäude: gelber Klinker, rote Klinkerbänder, Sockel Polygonmauerwerk, originale Fenster, wichtig für Ortsbild
  - Pförtnerhaus mit Sitznischenportal der ehemaligen Mühle: bezeichnet mit 1678, gerahmt von zwei Segmentbogenfenstern mit roten Klinkern, weitere größere Segmentbogenfenster straßenseitig angebracht, polygonaler Grundriss, Zahnfries unter dem Dach, gelber Klinker, rote Klinker als Verzierung, Baujahr unbekannt
  - Verwaltungsgebäude Altenburger Straße 3: Klinkerfassade, schlichtere Gestaltung, Sockel Polygonmauerwerk, dieses Gebäude wichtig für Ortsbild und als Teil des Fabrikkomplexes, im hinteren Bereich wurden Gebäudeteile abgebrochen
  - Mühlgraben mit Schütz: befestigt, ca. 200 Meter Länge
  - Turbinenhaus: massiv mit Satteldach, am Mühlgraben stehend, noch in Betrieb

Seltene Mischform der Möbelstoffweberei und Papierherstellung in einem Fabrikkomplex, die heute noch produziert mit einem Gebäudebestand zwischen 1880 und 1900. Herausragend ist das Sitznischenportal von 1678 als Erinnerungsstück an den Mitte des 19. Jahrhunderts aufgegebenen Groß-Mühlenstandort. Im Zusammenhang mit dem Denkmal steht auch die Familie Vogel als Industriepioniere und Persönlichkeiten der sächsischen Politik.

Geschichte des Fabrikareals:
  - 1661 Haubold von Einsiedel
  - 1661 Überschwemmung am 7. – 8. August
  - 1663 Tobias Böhminger aus Göppersdorf
  - 1677 brannten die Gebäude am 22. September
  - 1678 Martin Goldmann aus Chemnitz
  - 1680 Gottfried Goldmann
  - 1709 Johann Andreas Goldmann
  - 1713 J. E. von Schneider zu Berthelsdorf
  - 1722 Christian Roch aus Mittweida
  - 1748 Georg Lehmann aus Frankenau
  - 1751 Gottlieb Weck aus Werdau
  - 1778 Carl Gottlieb Weck aus Lunzenau
  - 1800 Christian Gottlieb Weck
  - 1834 Franz Julius Weck
  - 1830er der gebürtige Thüringer (Apolda) Adolf Friedrich Wilhelm Vogel wird Bürger der Stadt Lunzenau und gründet zusammen mit zwei Teilhabern ein Kommissionsgeschäft für Produkte der Stadt und Region Chemnitz an unbekannter Adresse, dort fertigt die Firma erste Webwaren (Möbeldamaste, Damasttischdecken und Kleiderstoffe)
  - 1836 wurde die Fabrik erbaut (fünfstöckiges Gebäude neben der „Großmühle“, es befanden sich außerdem eine Mahl-, Schneide- und Ölmühle auf dem Areal)
  - 1841/42 das Kommissionsgeschäft Vogel zieht in die Klosterstraße „Goldener Hahn“, Lunzenau
  - 1842 Aufgabe des Kommissionsgeschäftes, nur noch Weberei, 1843 Bau eines Geschäftshauses in der Dresdner Straße 5 in Chemnitz
  - ab 1844 Vogel alleiniger Eigentümer der Weberei, ab 1850 nur noch Fertigung von Möbelstoffen
  - 1850 Carl Eduard Thiele aus Harthau
  - 1856 Georg Glenck in Gotha
  - 1857 Vogel kauft das Gebäude und das Grundstück (30 Acker) der Großmühle (Mahl-, Brettschneide- und Ölmühle) sowie ein fünfstöckiges Spinnereigebäude (gebaut 1836): Ersatz des Wasserrades durch Turbine, Umbau der Spinnerei zur Weberei
  - 1858 Überschwemmung vom 31. Juli bis 2. August
  - 1863 (1.1.) die Söhne Adolf Wilhelm Vogel Alfred Wilhelm und Hermann Wilhelm werden Teilhaber
  - 1869/70 Tod Adolf Wilhelm Vogel (verheiratet mit Thekla gebäude Schneider (Schwester des sächsischen Justizministers))
  - 1870 Bau der Wehranlage
  - 1871 Hermann Wilhelm Vogel in Chemnitz, Geschäftsführung
  - 1872 Anschluss an die Station Cossen (Eisenbahnstrecke Chemnitz–Leipzig)
  - 1872 Erbauung eines vierstöckigen Webereigebäudes und einer Gasanstalt
  - 1873 Erbauung der Holzschleiferei
  - 1876–1882 Erbauung der Arbeiter- und Beamtenhäuser am Park und Wilhelmstraße und Anlegung des Parks
  - 1876 Errichtung Station Lunzenau an der Muldentalbahn (Glauchau–Wurzen)
  - 1876 Dr. Paul Vogel (jüngster Sohn Adolf Wilhelm Vogels) tritt in die Firma ein (er ist um 1912 Präsident der II. Ständekammer des Königreichs Sachsen)
  - 1876/78 Bau des Arbeiter-Doppelwohnhauses, Beginn des Baus der Arbeiter- und Beamtenwohnkolonie (42 Arbeiterhäuser und sechs Beamtenwohnhäuser)
  - 1879 Bau einer Kinderbewahranstalt
  - 1878 das Wehr wurde um 60 cm erhöht
  - 1880 Erbauung der Weberei III
  - 1882 Einbau von drei Turbinen
  - 1885 Abbruch der Mühle und Erbauung der Papierfabrik
  - 1886 Einführung von Dampfbetrieb für die Weberei
  - 1889 Aufstellung der Papiermaschine II
  - 1890/91 Erbauung von Weberei IV
  - 1890 Eintritt der Söhne von Hermann Vogel Hans Hermann Vogel und Fritz Hermann Vogel (1893) in die Firma, ab 1908 Teilhaber
  - 1894 Einbau der kleinen Dampfschleiferei
  - 1897 Abbruch des letzten Gebäudes der Groß-Mühle, Bau des Werkstattgebäudes und der Kolonie an der Helenenstraße
  - 1899 Einbau der Papiermaschine III
  - 1904 Bau eines Mädchenwohnheimes
  - 1900 Erbauung der großen Dampfschleiferei
  - 1908 Eintritt von Hans und Fritz Vogel als Teilhaber in die Firma Wilhelm Vogel
  - 1909 Aufstellung von zwei Großkraftschleifern
  - 1910 Anbau von zwei Shed-Gebäuden der Weberei
  - 1912 75-jähriges Bestehen der Firma Wilhelm Vogel
  - 1919 Bau des Kontorhauses der Papierfabrik
  - 1924 Eintritt von Wilhelm Vogel jun. als Teilhaber
  - 1937 100-jähriges Bestehen der Firma Wilhelm Vogel und 50-jährige Tätigkeit von Kommerzienrat Hans Vogel
3. ↑  Ehemalige Kattundruckerei in Göritzhain:

1765 errichtete der Hofkommisarius Johann Friedrich Wagner in der 1759 von ihm erworbenen Bachmühle ein neues Hauptgebäude. Wagner betrieb hier eine Kattundruckerei, einige Räumlichkeiten nutzt er wohl auch als Wohnung und Kontor.

Der hochaufragende Bau mit Mansarddach und Dachreiter hat eine schlossartige Erscheinung. Gleichmäßig gereihte Fenster - in den Hauptgeschossen gerade und im abschließenden Mezzanin stichbogig geschlossen - prägen die Hauptfront. Deren Hauptschmuck sind die Porphyrtuff-Rahmungen der Fenster und des seitlich verschobenen Hauseingangs. Ansonsten trägt die Hauptfront wie auch die anderen Fassaden einen jüngeren Glattputz. Auf der rückwärtigen Nordostseite des Gebäudes sind zweigeschossige Flügel mit verputzten bzw. verkleideten Fachwerkobergeschossen angebaut, zwischen denen ein Hofraum  liegt. Durch den jüngeren Wohnungsausbau (1954) sind im Inneren unterschiedliche Veränderungen vorgenommen worden, wobei die Strukturen des Hauptgebäudes aber im Wesentlichen erhalten blieben. Zudem sind bauzeitliche Ausstattungselemente wie Stuckdecken (erste Etage) überkommen. Der nordwestliche Flügelanbau enthält einen Stall mit Kreuzgratgewölben auf doppelter Säulenreihe.

Das Hauptgebäude der Bachmühle ist ein Zeugnis für die frühe Textilindustrie im mittelsächsischen Raum. Es dokumentiert Anspruch und wirtschaftliche Bedeutung der einstigen Manufakturbetriebe und ihrer Besitzer. Zudem verweist es darauf, dass der ländliche Bereich, bevorzugt an Mühlenstandorten mit der dort verfügbaren Wasserkraft, für die sächsische Frühindustrialisierung eine wichtige Rolle spielte. Aus diesen Gründen verkörpert das Objekt einen baugeschichtlichen und industriegeschichtlichen Aussagewert. Die Entwicklung von Göritzhain bzw. der einst selbständigen Ortsteile hängt speziell mit der Ansiedlung mehrerer Manufaktur- und Fabrikanlagen zusammen, sodass das Gebäude auch eine ortsgeschichtliche Bedeutung hat, zumal es zu den ortsbildprägenden Bauten gehört.
4. ↑  Fabrikantenvilla Fabrikstraße 4 in Großhartmannsdorf:
  - Fabrikantenvilla: 1904 erbaut, unregelmäßiger Grundriss, zweigeschossig, Frontgiebel mit Fachwerk, Fachwerk-Fassadenelemente u. a. geschweifte Andreaskreuze, hohes Walmdach, runder dreigeschossiger Eckturm, in Dachbereich hineinragend mit Welscher Haube, Biberschwanzdeckung, obere Bereiche Turm mit Fachwerk mit Rautenverzierungen, Putzfassade, Fenster mit Sprossengliederung, Sockel Porphyrwerkstein, Jalousien, Gitter, Bleiglasfenster im Treppenhausbereich
  - Bedienstetenwohnhaus: 1907 erbaut, ehemalige Nutzung als Kutscher- und Gärtnerhaus mit Garage, Fachwerk-Obergeschoss, Gärtnerhaus mit Wagenremise, geschweifte Streben, Andreaskreuze, Rautenornamente, quadratischer Turm mit Welscher Haube, Balkone u. a. gleiche Gestaltungselemente wie Wohnhaus
  - Villengarten:
    - Einfriedung: West-Tor und Pforte zum Weg zur Villa mit drei Holzpfeilern und Überdachung mit Dachziegeln abgedeckt sowie zwei Torflügel und ein Türflügel mit Holzrahmen und Holzlatten, im Nordwesten Stützmauer aus Bruchsteinmauerwerk am Böschungsfuß, im Süden und Westen moderner niedriger Metallzaun, im Süden Hainbuchenhecke
    - Erschließung: vom Fabrikgelände am Hang im Norden der Villa ansteigender Treppenweg mit Stützmauern aus Porphyrmauerwerk, vom West-Tor zur Villa und weiterführend zum Bedienstetenwohnhaus geradliniger befahrbarer Weg, im Osten der Villa Platz mit wassergebundener Decke, im West-Bereich geschwungen verlaufende Wege
    - Bodenrelief: Terrassierungen im Garten durch eingeebnete Flächen, Stützmauern aus Bruchsteinmauerwerk und Böschungen im Garten und an der Gartengrenze
    - Gartenbauten: im Osten der Villa Pavillon aus Holzkonstruktion mit spitz zulaufendem Helm, im Westen der Villa Springbrunnen
    - Gehölze: im Ost-Abschnitt der Süd-Grenze Baumreihe (von Ost nach West: Eiche, Ulme, Buche, Linde, Buche, Hängebuche), im Südwesten der Villa Solitärbaum (Hängebuche), im Westen der Villa Koniferen, im Nordosten der Villa Linde, im Osten der Villa Solitärsträucher (weißer und roter Rhododendron), an der Südgrenze Hainbuchenhecke an der Westgrenze oberhalb der Böschung freiwachsende Hecke (Schneebeere), außerhalb des Gartens am nördlichen anschließenden Hang Solitärbäume und Baumgruppen

  - Sport- und Spielflächen: (Nebenanlagen) im Süd-Bereich die Fläche des ehemaligen Tennisplatzes
    - Spiel- und Sportgerät: im Osten der Villa zwei hohe Holzpfeiler mit einem Querbalken, am Querbalken die Halterungen für zwei Schaukeln und die Einrichtung für einen Rundlauf

  - Gemüsegarten: Beetflächen, Frühbeetkästen, im NO Reste eines Gewächshauses im ruinösen Zustand mit Heizungskeller und technischer Einrichtung sowie Ausstattung
  - Obstwiese (Nebenanlage): Lage: im Südosten des Villengartens
    - Einfriedung: Südosttor zum Wirtschaftsweg und zur Obstwiese mit drei gusseisernen Pfeilern, den Resten zweier Torflügel und eines Türflügels als Metallkonstruktion
    - Erschließung: im Südosten Wirtschaftsweg vom Südosttor
    - Bodenrelief: von Nordwesten nach Südosten ansteigende Hangwiese
    - Gehölze: Obstgehölze, an Ost-Ecke große Baumgruppe
    - Gartenbauten: im Übergangsbereich vom Villengarten zur Obstwiese Bienenhaus aus Holzkonstruktion mit Kork verblendenten Wänden